# 旅客機

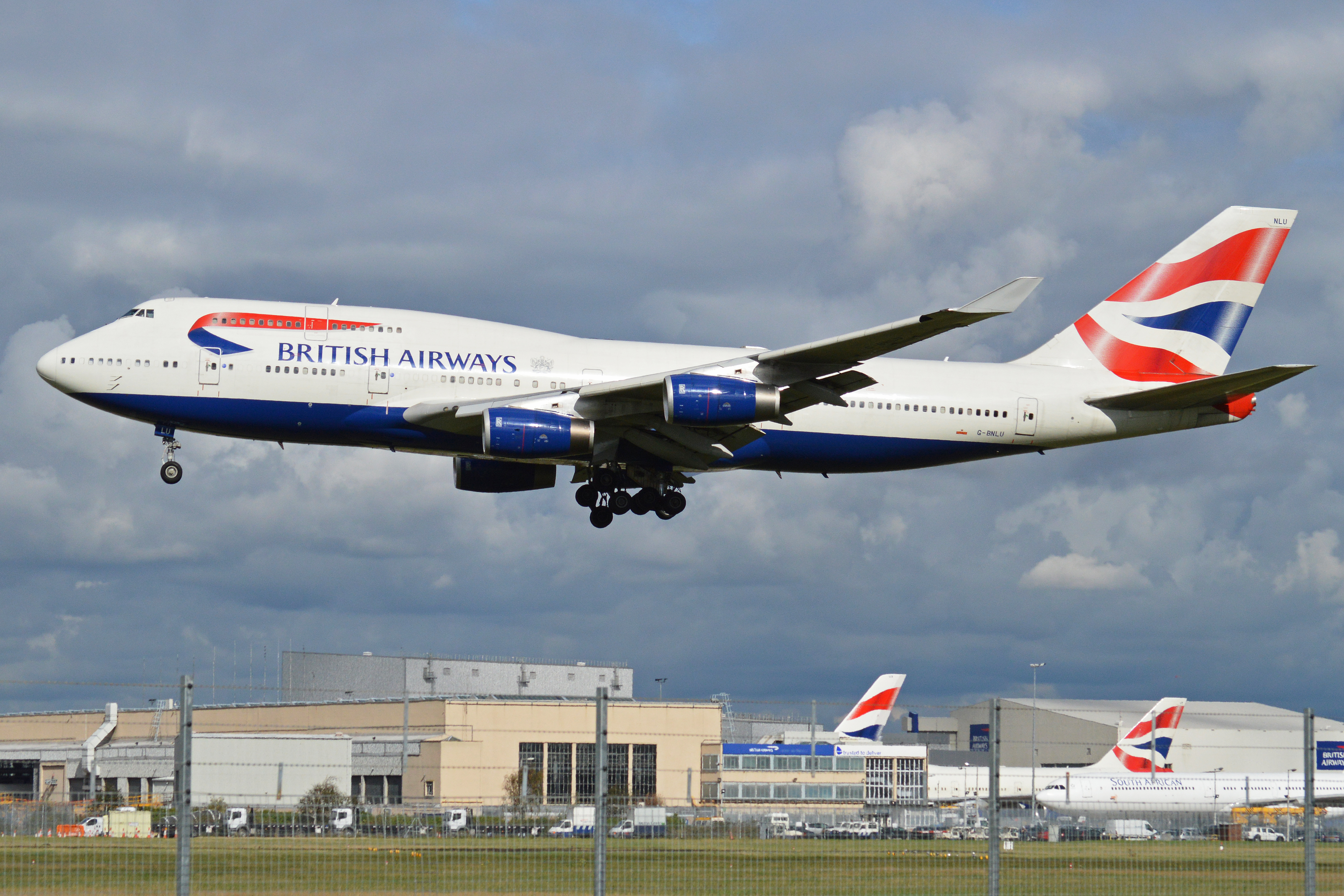
旅客機の一種であるボーイング747-400

旅客機（りょかくき、りょかっき）とは、主に旅客を輸送するために製作された民間用飛行機（民間機）である。個人・官庁所有の小型飛行機や企業が使用するビジネスジェットなどは含まない。貨物の輸送が主用途である貨物機とは一般に区別されるが、貨客混載で運用されるコンビネーション（コンビ）や、旅客輸送仕様と貨物輸送仕様とを切り替えられるコンバーチブル などとの違いは曖昧な面もある。民間の貨物輸送機は旅客機を元に派生設計され、製造されたものも多い。

## 概説
旅客機は航空機メーカーが製造し、航空会社が乗客や貨物を乗せて運航する。航空会社は乗客が支払う運賃が主な収入である。
旅客機の運航形態には、あらかじめ決められた時刻表に従って航空会社により定期的に運航される定期便のほかに、不定期に運航されるチャーター便がある。21世紀現在では旅客だけを輸送し、貨物を輸送しない旅客機は存在しない。
旅客機は鉄道や自動車、船より速く移動でき、海や高山といった地表の地形障害を容易に越えることができる。このため外国と往来する国際線だけでなく、国内の地域間を結ぶ国内線も多数運航されている（詳細は「航空会社」の項を参照）。国際航空運送協会（IATA）によると、国際線と国内線を合わせた世界の航空旅客は2017年に延べ約41億人と、史上初めて40億人を突破した。

## 歴史
ライト兄弟が人類初の動力飛行に成功したのは1903年12月17日である。最初の頃の飛行は冒険に近く、一般の人の旅行に使われるレベルではなかった。航空機の信頼性がある程度向上し、旅客機となるのは第一次世界大戦後のことである。

### 命がけの乗り物: 黎明期
旅客機の歴史が始まったのは、第一次世界大戦後の1919年の欧州からである。大幅な軍縮によって軍務から退いた飛行士や民間へ販売されたプロペラ式の軍用機によって旅客輸送事業は始まった。爆撃機や偵察機を改造した機体によって乗客や郵便物などの荷物を運んだ。英国やフランス製の機体は木製骨組みに羽布張りの複葉機が主体であり、ドイツ やオランダの機体は片持翼による単葉機で、世界中に輸出された。1919年2月5日、ベルリンとワイマールを結ぶ世界初の定期航空便が生まれた。そして3日遅れてパリとロンドンを結ぶ初の国際航空便が生まれた。1920年代を通じて、航空機の機体は大戦期のままであったり、新規生産であってもほぼ同様の設計技術が使われたりしていたが、エンジンだけは軽く信頼性が高い新世代の空冷星型エンジンが実用化されて搭載された。巡航速度も150km/h程度と大戦当時と変わらなかった。
当時の乗客は戦後処理を迅速に進めるための政治家、外交官、その他緊急目的でやむを得ず飛行機に命を預けることになった民間人、そして自らの命を賭けた冒険に大金を払う金持ちであった。大戦直後には偵察機や爆撃機をそのまま旅客輸送に使用した機体もあり、風雨をまともに受ける座席の乗客はパイロット同様に安全ヘルメットと風防眼鏡を着用した。やがて普通の服装で搭乗できる密閉されたキャビンの旅客機が登場するが、まだまだ安全とは言えず、危険な乗り物であった。この頃の定期航空便の主流は郵便などの荷物輸送であり、旅客輸送は傍流であった。安全で豪華な空の旅を希望する者に対しては、飛行船がそのニーズに応えた。
1920年代初期から後期にかけては、夜間飛行を含めた旅客輸送の効率化と機体の大型化、エンジンのオーバーホール期間の延伸によって、旅客1人当りの運航経費が2/3から1/2程度に小さくなった。
- ファルマンF.60ゴリアト : 初飛行1919年、巡航速度130km/時、乗客12-14名。爆撃機を改造した世界初の密閉されたキャビンを持つ旅客機である。パリ-ロンドン間を2時間50分で結んだが、試験的なものであり不定期便であった。
- ユンカース F.13 : 初飛行1919年、巡航速度145km/時、乗客3-4名（乗客の体重による）。世界最初に旅客輸送を目的として設計された航空機であり全金属製の機体であった。300機以上が生産され1920年代の旅客輸送機のベストセラーとなった。

### 贅沢で優雅な乗り物: 1930年代

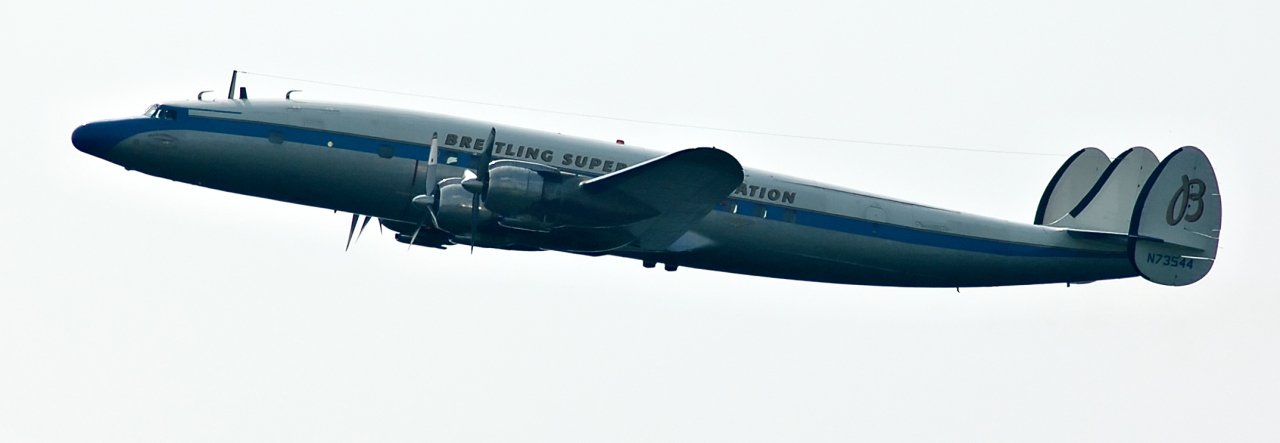
ロッキード コンステレーション

1930年代は米国主導による航空旅客輸送が世界的に広がりを見せた時期である。第一次世界大戦以後は航空機の信頼性や安全性に対する改良が進んで、旅客輸送においても黎明期のような「命がけの飛行」ではなくなってきた。それでも欧州での1930年代初期の機体は大戦当時よりそれほど運動性能が向上した訳ではなく巡航速度も200km/h以下であり、 大戦以後から欧州域で少しずつ国内国際間定期航空路が広がっていただけであった。
米国では、1915年のNACA（NASAの前身）設立や1925年の航空郵便法、1926年の航空事業法・航空隊法の制定で航空機産業を育てようという合衆国政府の後押しがそれまでもあった。何より後押しになったのは、1927年のリンドバーグによるニューヨーク・パリ間無着陸飛行成功であった。これによって人々の航空機への注目を集めてからは、広い国土の輸送手段として急速に成長し始め、1930年には世界の航空旅客輸送量の半ばほどが米国国内でのものとなった。米国では1930-1931年にかけて中小航空会社が合併を繰り返して、米大陸横断運航も行われるようになっていた。1933年と1934年、1936年に就航したボーイング社とダグラス社の新鋭機によって高速化が達成されると、時間短縮と運航費低減によって、それまでの郵便輸送用としての政府からの助成金がなくとも旅客輸送だけで経営が成り立つようになった。この時に全金属製セミモノコック構造による流線型のボディという現在の旅客機の標準的な形態が登場した。山岳や高地飛行場が多い米国では過給機の採用によってエンジン2発でも1発の停止時に安全が保てるようになった。1930年代に自動操縦装置やブーツ式除氷装置、空気油圧式脚緩衝装置（オレオ）が実用として導入され、機内環境も防音や暖房に留意されて以前に比べて快適な客室となった。
また、欧州でも当時の航空旅客輸送の主力であった飛行船は、1937年のヒンデンブルク号爆発事故をきっかけに危険性が認識され、飛行機と比較して飛行速度の遅さもあって利用されなくなり、飛行機が本格的に利用され始めた。この頃、旅客機を利用する乗客は、高額な料金を支払える一部の人に限られ、座席クラスも現在のファーストクラス（一等）に相当するものしかなかった。飛行中に提供される食事は必ず提供される直前に調理または加熱され、白いテーブルクロスのかけられた食卓で銀製の食器を使用するなど、現在のファーストクラスを上回る贅沢さであった。
この時代の大洋を横断する長距離航路には、長い航続距離に対応して多くの燃料を搭載したまま離陸が可能な飛行艇が使用された。当時は飛行場の数も少なく、あっても未整備であり、多くが1辺百メートル程の広場であり舗装された滑走路の方が珍しかった。飛翔体に艇体を持つことは重量的にはムダであったが、飛行艇ならば岸辺に桟橋を設ければ離着陸が可能となり、燃料で重くなった機体も自由水面を利用することで長い滑走を行い離陸が可能だった。万一の際に着水することで救助が期待できることも有利に働いた。この状況は、第二次世界大戦によって世界中に多くの長い滑走路を持つ空港が作られるまで変わらなかった。なお、ソビエト連邦でもイリューシン、ツポレフなどで旅客機が製造され、戦後は共産主義各国で使用された。
- ハンドレページ H.P.42 : 初飛行1930年、巡航速度160km/時、乗客24-38名。複葉4発の陸上機で8機製作された。豪華さ以外に運航上の事故ゼロの安全性を誇った
- ユンカース Ju52/3m : 初飛行1932年、巡航速度245km/時、乗客15-17名。単葉波板外板の3発機であり、胴部は金属トラスだが翼内は多桁構造だった。まだ固定脚だったが二重翼式フラップとエンジン・カウリングを備えていた。第二次世界大戦まで軍用輸送機としても生産されて総生産数は軍民合計で約4,800機以上であった
- マーチン M130 : 初飛行1934年、巡航速度262km/時、乗客14-30名。パンアメリカン航空が太平洋横断路線用に3機購入した4発飛行艇。近距離では乗客30名を乗せるが、海を越えるときは定員を14名として、ゆったりした旅を提供した。サンフランシスコ-マニラ間は島伝いに5日かかり、乗客は毎夜各島のホテルで宿泊し翌朝再度搭乗した。その豪華な旅は「チャイナ・クリッパー」の名と共に語り草になっている
- ダグラス DC-3 : 初飛行1935年、巡航速度266km/時、乗客21名。アメリカ大陸横断用の高速機として設計されたプロプリナー双発機。のちにC-47輸送機として米軍に採用され、戦時中には英空軍などにも供与され1万機以上生産されたベストセラー機である
- 中島 AT-2 : 初飛行1936年、巡航速度310km/時、乗客8-10名。日本初の近代的な国産高速旅客機として開発され、のちに九七式輸送機として陸軍に採用された。
- 川西式四発飛行艇 : 初飛行1936年、巡航速度222km/時、乗客10-14名。元来は海軍の軍用輸送飛行艇（九七式飛行艇）であるが、民間型も生産され、日本の委任統治領であったサイパン・パラオ方面への定期便に就航した[注 18]。
- 三菱 MC-20 : 初飛行1940年、巡航速度320km/時、乗客11名。九七式輸送機（AT-2）の後続機として、1937年初飛行の九七式重爆撃機一型（キ21-I）をベースに開発された陸軍の一〇〇式輸送機であるが、並行して民間型も生産された。搭載力には劣るものの欧米機を凌ぐ最高速度430-470 km/時の高速性能や航続力を誇り、また総生産数から戦前の日本を代表する国産輸送機・旅客機であった。

### 長距離国際線の確立: 1940年代
旅客機は第二次世界大戦中もアメリカ国内で民間用の輸送機として大量に生産・使用され、4発大型機の安全性が確認された。その結果、大洋横断路線にも陸上機が大量に進出し、4発陸上機による長距離国際線が確立された。これ以後、旅客機としての飛行艇は生産されなくなった。第二次世界大戦後、アメリカ合衆国国内で航空旅行の需要が増大し、新しい機材の開発が活発に行われ、より速く・より快適な機体が作られた。この時代まで旅客機は酸素マスクの必要ない低空を飛んでいたが、高空でも快適な環境を提供できる与圧室が実用化され、空気の乱れの少ない高空を高速で飛ぶことができるようになった。また、世界大戦以降は性能を求める軍用輸送機と安全性と経済性を求める民間航空機に異なる機種になっていった。
- ボーイング モデル307 ストラトライナー : 初飛行1938年12月31日、巡航速度352km/時、乗客37名。同社の爆撃機B-17（モデル299）の主翼等を流用して設計された4発機。旅客機として世界で最初に与圧室を実用化した豪華な機体である
- ロッキード 049 コンステレーション : 初飛行1943年、巡航速度526km/時、乗客40 - 80名。巡航速度が同時代の日本の零式艦上戦闘機より速い4発機。完全与圧と高速で快適な旅を提供した。上下にゆるくS字型をえがいた胴体と3枚の垂直尾翼が特徴。
- ダグラス DC-6 : 初飛行1947年、巡航速度494km/時、乗客50 - 100名。ダグラス社最初の実用4発与圧機。DC-6はその後DC-7に進化し、コンステレーション→スーパーコンステレーションと激しく競争した
- ボーイング モデル377 ストラトクルーザー：初飛行1947年7月8日、巡航速度480 - 544 km/時、乗客52 - 60名。爆撃機B-29の主翼等を流用した4発機。胴体は2階建てで飛行中に酒を楽しめるバーもあった。ジェット時代への過渡期であった上、エンジントラブルが頻発したため生産数は56機と少なかった

### ジェット旅客機の誕生: 1950年代

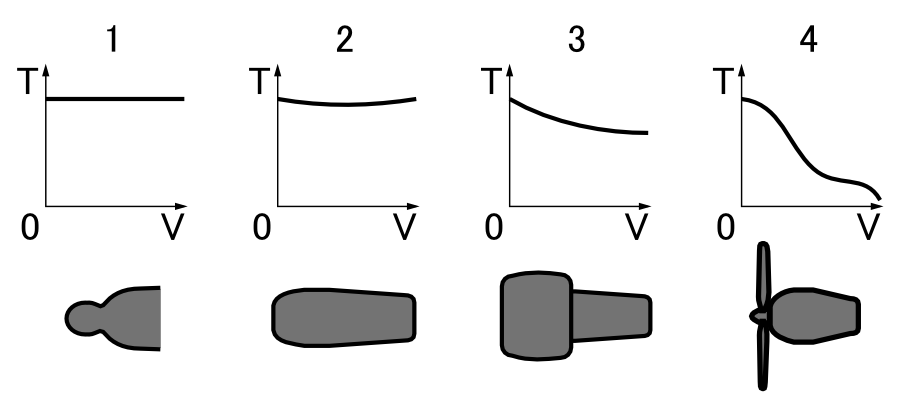
4種のエンジンの速度に対する推力の変化
1.ロケット・エンジン 2.ターボジェット・エンジン 3.ターボファン・エンジン 4.プロペラ式
従来のプロペラ式エンジンは飛行速度が上昇するとプロペラ翼の先端付近から音速を超えるため、推力が減少する。ターボジェットやターボファンは空気取り入れ口を持つことで低速飛行時でも高速飛行時でもほぼ一定速度の空気がファンブレードに供給されるので、効率の低下があまり生まれない。

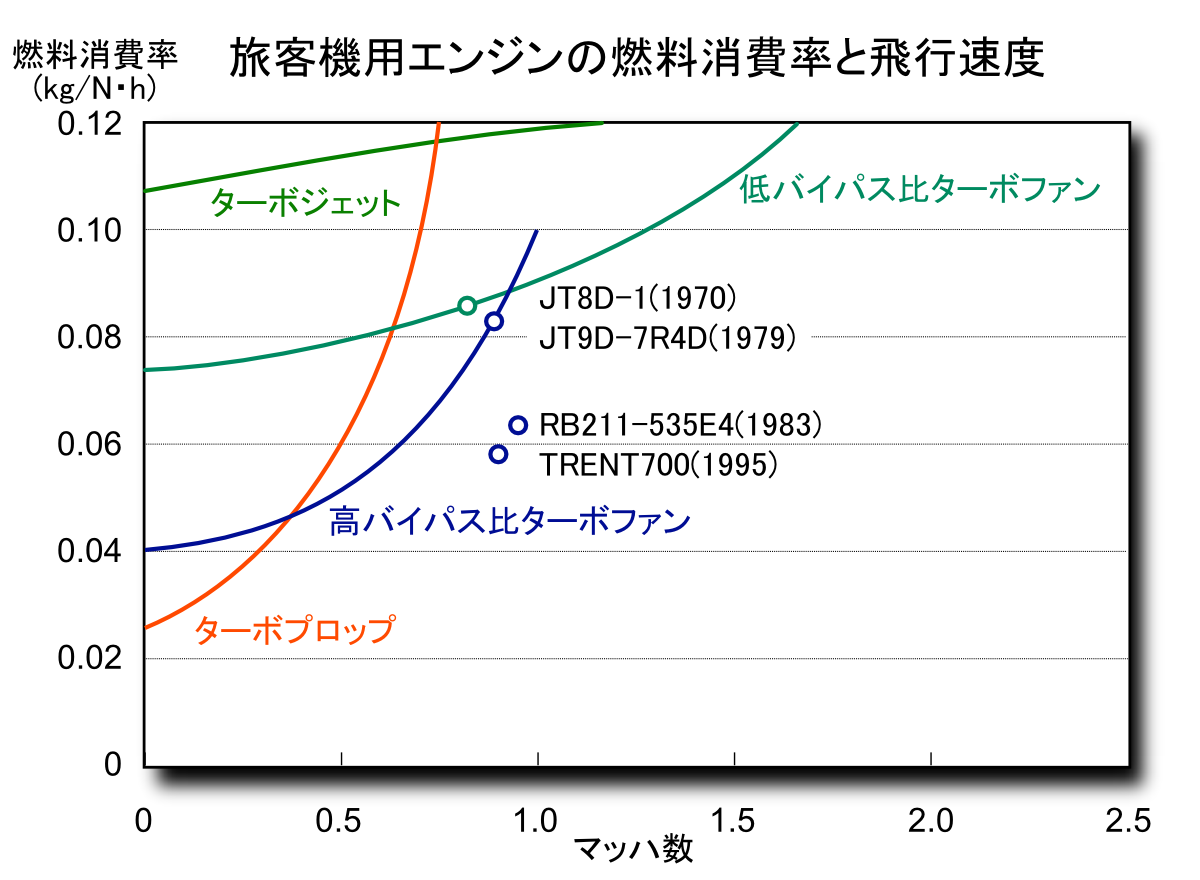
4種のエンジンの速度に対する燃料消費率の変化

ジェット機は第二次世界大戦中にドイツとイギリスで戦闘機として実用化された。プロペラ機の2倍近い速度が出せるジェット旅客機は、戦後まずイギリスで中型機コメットとして誕生した。プロペラ機特有の振動から解放された快適さと高速で画期的な飛行機とされたが、与圧室の強度不足から相次いで空中爆発事故を起こしたり、乗客数が36名（当時の4発プロペラ機の半分）に限られるなど中途半端な機体であった。本格的ジェット時代はアメリカのボーイング707の誕生によって開かれた。その後ジェットエンジンは燃費の悪いターボジェットから燃費の良いターボファンに進歩し、航続性能も大幅に改善された。
- デハビランド・コメット : 初飛行1952年、巡航速度720km/時、乗客36名。世界初の実用4発ジェット旅客機。世界初のジェット旅客機だったが、気圧の低い高々度での与圧の繰り返しによる金属疲労が原因の墜落事故（コメット連続墜落事故）が多発した。これらの問題を解決したコメット4が1958年に就航したが、下記ボーイング707などの本格ジェット旅客機に主役の座を奪われた
- ボーイング707 : 初飛行1957年12月20日、巡航速度973km/時、乗客140 - 200名。従来のプロペラ4発機の2倍の速度と2倍の搭載量を持つ真に画期的な4発ジェット旅客機。運用する航空会社にとっても利益に結びつく機体であった
- ダグラス DC-8 : 初飛行1958年、巡航速度マッハ0.82、乗客140 - 200名。ボーイング707に対抗して作られた4発ジェット旅客機で、707と激しく競争した。設計が後になった分 新しい技術が使われている。特に脚が長く、派生型では胴体の大幅な延長が可能だった
- コンベア880 : 初飛行1959年、ボーイング707やDC-8の対抗機として開発された。初期のジェット旅客機の中では最速のスピードを売りにしていたが、実際には狙った通りの性能が出ず、また操縦性にも難があった。最大乗客数は110名程度。後継機として、コンベア990がある
- シュド・カラベル : 初飛行1955年、巡航速度805km/時、乗客80名。ヨーロッパ大陸内をこまめに飛び回る双発ジェット機として作られた。機体の一部や主翼などはコメットと共通、エンジンも英国製だが、三角形の客室窓やエンジンの配置にフランス製らしさがあふれる機体。エンジン後部マウント式旅客機の1号機である

### 旅客機の大衆化時代: 1960年代
1962年から始まったアメリカ空軍の新輸送機開発開発プロジェクト によって高バイパス比ターボジェットエンジンが開発された。従来のバイパス比が1から1.5程度だったものを一気に5から6程まで上げることで、燃料消費率が大きく向上した。ボーイング747に代表されるワイドボディ機の登場も乗客あたりの運航経費を引き下げることに寄与した。また、第二次世界大戦後の欧米や日本では、安価な原油価格の下で経済成長が進む。
こういったことから、これまで一部の富裕層や会社の重役の出張にしか使われなかった旅客機による空の旅が、運賃の低下によって一般市民でも利用できるようになった。国際間を結ぶような大洋航路の大型客船は旅客輸送での主役を徐々に旅客機に譲り、最終的には船旅自体を楽しむ回遊目的のクルーズ客船が残ることになった。また中・短距離の路線に進出した旅客機は鉄道と競合し、一時欧米では長距離列車無用論が唱えられるほどであった。
- フォッカー・F27フレンドシップ : 初飛行1955年、巡航速度480km/時、乗客56名。オランダの名門フォッカー社が製作した短距離用双発ターボプロップ機。日本では全日空が25機を導入し日本の空を飛び回った。高翼で窓からの見晴らしが良く、乗客からは好評だった
- 日本航空機製造YS-11 : 初飛行1962年、巡航速度474km/時、乗客64名。日本が戦後独力で開発した唯一の旅客機。地方空港でも使いやすいように離着陸性能に重点を置いて設計された双発ターボプロップ機。日本航空機製造はYS-11を作るために設立された会社だが、結局赤字のまま生産は182機で打ち切られた。昭和40年代以降、長く日本の地方を結ぶ航空路線で活躍。法令改正で空中衝突防止装置設置が義務付けられることになったため、2006年に日本の商業路線からは引退したが、機体の設計は優秀・頑丈である
- ボーイング727 : 初飛行1963年、巡航速度964km/時、乗客数最大189名。中・短距離路線に登場した本格的ジェット旅客機。エンジン3基を全て機体後部に集めた特徴的なレイアウトで、細い機体である。離着陸性能を良くするため、主翼前縁にはクルーガー・フラップとスラットが付き、後縁にはトリプル・スロッテッド・フラップ（3枚にすだれのように開くフラップ）という強力な高揚力装置を有する
- ボーイング747 ジャンボジェット : 初飛行1969年、巡航速度910km/時、乗客350-594名。米空軍の大型輸送機計画でロッキードC-5Aの後塵を拝したボーイング社が、その基本設計に基づき、パンアメリカン航空の要請を受けて製作した4発ジェット機である。客室内に2本の通路を持つ最初のワイドボディ機であり、慣性誘導装置等の最新鋭の機器を搭載して登場した。機首に2階客室を備える大きな機体で、多数の乗客を乗せて長距離国際線のコストを大きく下げた

### 航空機事故多発の謎: 1960年代〜1970年代

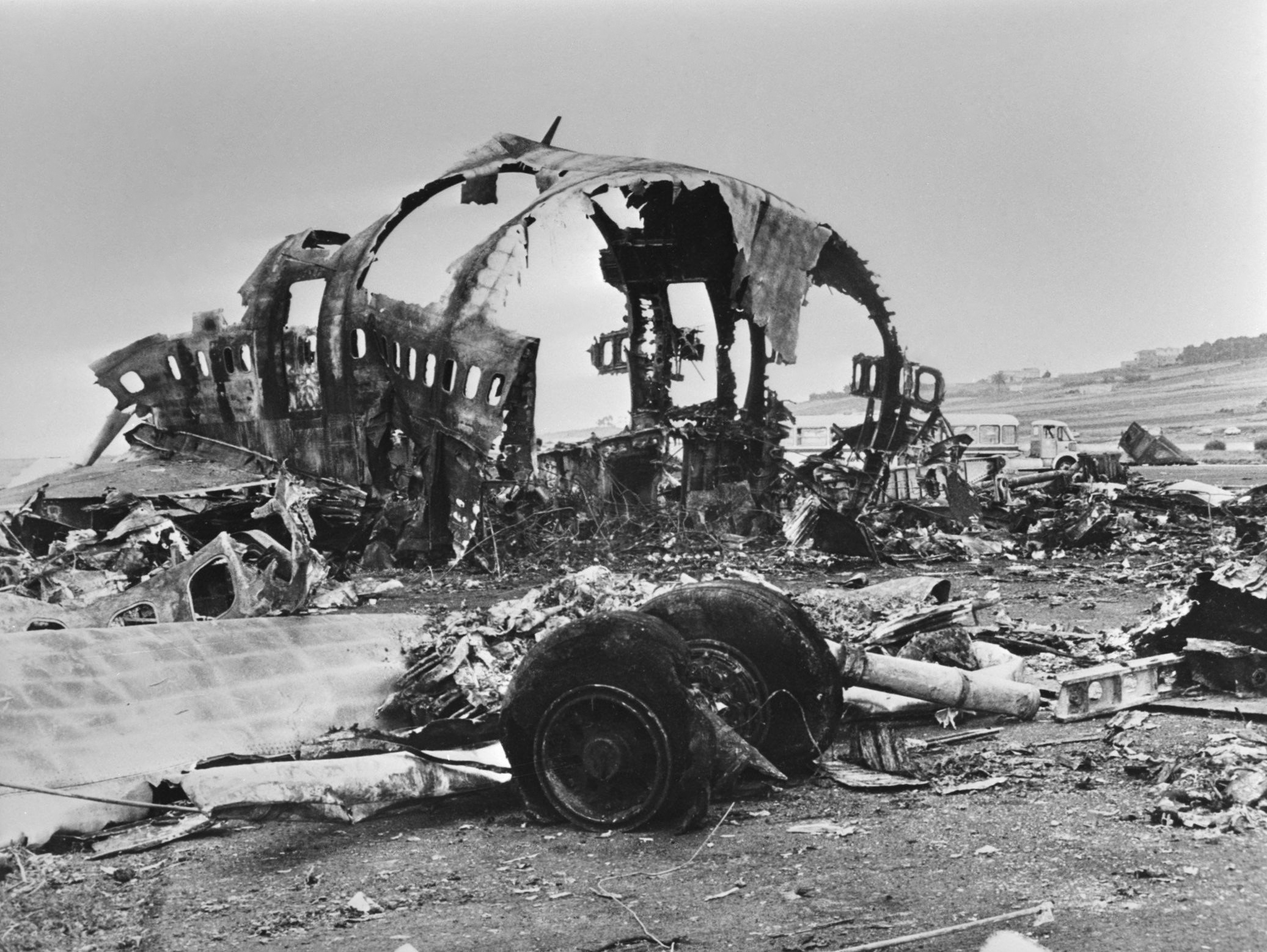
テネリフェ空港ジャンボ機衝突事故直後の残骸

1960年代から70年代に就航した旅客機は、現在からすれば性能面や効率性からして劣るものの、既に現代の旅客機の雛形とも言える設計が確立され、安全性は比較的向上していた。アメリカでは1956年のグランドキャニオン空中衝突事故、日本では1971年の全日空機雫石衝突事故などを契機に世界中でレーダー網の拡充が強化され、空中衝突の危険性は大幅に改善された。
しかし、航空機による事故率は依然として高く、1977年、スペイン領カナリア諸島のテネリフェ島で史上最悪の航空機事故となった「テネリフェ空港ジャンボ機衝突事故」が発生した。この事故は、テネリフェ空港の滑走路上で二機のボーイング747が激突し、両機合わせて搭乗者644人の内、583人が亡くなる大惨事となった。事故の原因は悪天候による視界不良、通信の混線、地上レーダーの故障、空港の立地により使用可能な滑走路が一本しかなかったことなど様々な要因が重なったが、KLM機の機長が離陸許可が承認されていないにもかかわらず機体を滑走させたことにより同じ滑走路上にいたパンアメリカン航空のボーイング747と激突したため、特にKLMオランダ航空の機長の判断に重過失があったとされた。事故の直前、KLM機の航空機関士は「パンナム機が滑走路上にいるかもしれない」と機長に諫言したものの、機長と副操縦士はそれを聞き流し、事故に至った。
この事故以前にも、アメリカではパイロット同士の意見の相違によって複数の事故が起きており（イースタン航空401便墜落事故、ユナイテッド航空173便燃料切れ墜落事故など）、テネリフェでの事故を契機に、世界中のコックピットクルーの訓練にクルー・リソース・マネジメントが取り入れられるようになった。これにより旅客機による事故は減少していくことになる。

### 経済性と環境との調和の時代: 1970年代以後

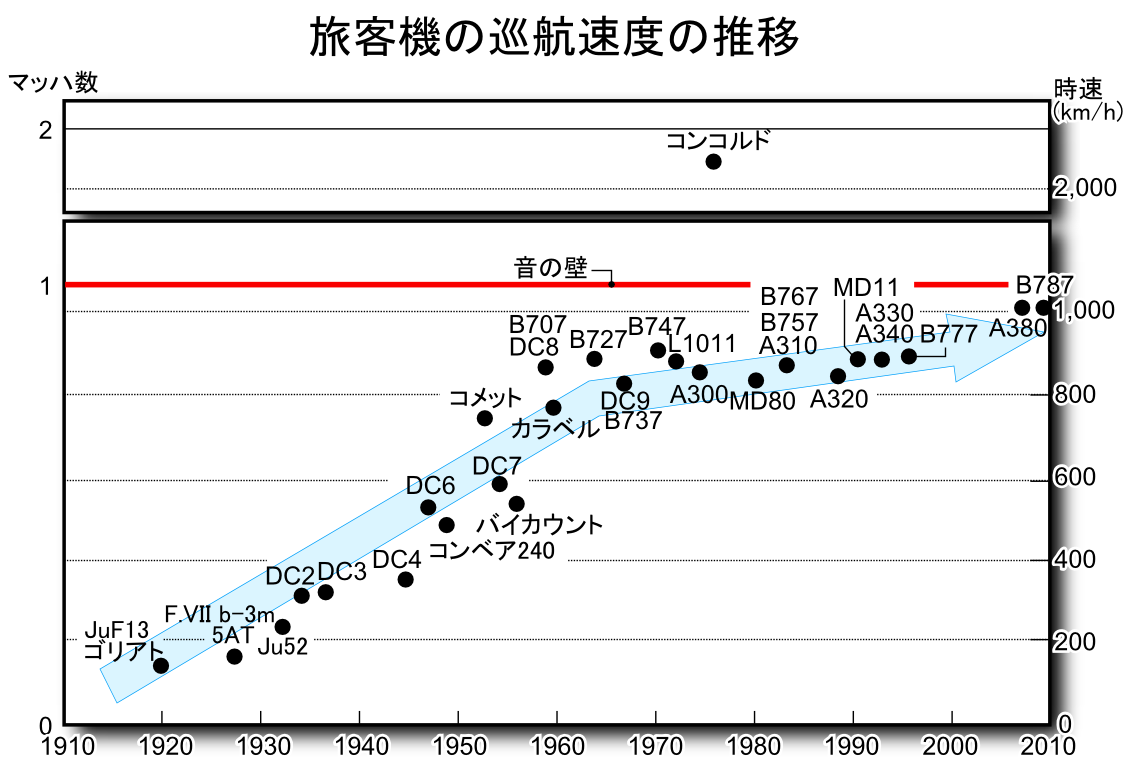
旅客機の巡航速度の推移
マッハ1に「音の壁」があるため、経済性を犠牲にしない限り容易にはマッハ1を超えられないでいる。

1960年代の航空会社の成功によって、さらに高速の旅客機が求められ、超音速旅客機も各国で開発が進められるようになった。米国のSST計画は1971年に中止され、英仏が共同で開発したコンコルドは実用化されて1976年に就航したが、その時には1973年からの第一次オイルショックで航空燃料が値上がりしていた。世界的な不況の中にあって、狭い座席に高額の航空運賃を支払う富裕層は少なく、短期間の運航後に消え去ってからは新たな超音速での民間機開発は下火になった。
新たな航空機開発の方向性は、音速の壁を超えることによる経済性の著しい悪化があるため、速度の向上ではなく燃料消費率の改善と機内の快適性と安全性の向上に向けられることになった。床下貨物の扱いを簡便迅速にする規格化されたコンテナの導入や、航法と操縦に関わる装置類の電子化による操縦士等の負担軽減や減員などが行われ、エンジンも低燃料消費率、低騒音で高出力の高バイパス比エンジンが作られるようになった。
従来はジェットエンジンの信頼性が低く、洋上飛行時のエンジン停止リスクを考慮して3発機以上しか飛行できなかった路線にも、エンジンの信頼性が向上するとETOPSによって 経済的な2発機でも飛行できるようになった。
陸上輸送が可能な地域や現実的な距離では新幹線やTGVに代表される高速列車と旅客機は世界各地で競合しており、旅客にとって歓迎すべきサービス合戦を行うようになっている。
旅客機は毎年のように新たな技術が開発されて向上しているが、1960年代頃に登場したジェット旅客機の基本的なデザインや仕組みは半世紀近くにもなる21世紀になっても根本的には変わらず、飛行距離や乗客数の違いによって機体の大きさなどは異なるが、同一の運用形態であればほとんど同じような外見の機体になる収斂期に入っている。排気を出しながら高空を飛行するので、環境破壊要因の1つとなっているのではないかという疑いもあり、空港周辺での騒音問題だけでなく二酸化炭素や窒素酸化物などの削減が求められている。
2001年のアメリカ同時多発テロ事件以降は、航空機の保安対策が強く求められるようになっている。
- ダグラスDC-10 : 初飛行1970年、巡航速度876km/時、乗客206-380名。エンジンは2基が主翼に、1基が垂直安定板の中間に備えた米ダグラス社製の3発ワイドボディ機であり、いくつかの醜聞事件があったが、結局トライスターとの激しい販売競争に勝利した。派生型として米空軍向け空中給油機KC-10があり、後継機はMD-11。
- ロッキード L-1011 トライスター : 初飛行1970年、巡航速度マッハ0.85、乗客255-326名。DC-10と同時期に同様な条件で設計された3発ワイドボディ機である。中央エンジンは胴体後端に設置されデザイン的にはDC-10よりすっきりしている。先進的な自動操縦装置を備えたハイテク機だったが、販売面ではDC-10に太刀打ちできずに苦戦。事態を挽回しようとダンピング販売や、日本への売り込みに際し、政治家を利用したロッキード事件等の賄賂攻勢を行ったが、結局販売は伸びず、赤字のまま250機で生産が打ち切られた
- エアバスA300 : 初飛行1972年、巡航速度875km/時、乗客200-300名。ヨーロッパ域内を乗客300名を乗せて飛ぶことを想定して設計された双発ワイドボディ機。この機体を生産するためにヨーロッパ各国が出資してエアバスインダストリィー社が設立された。機名はAirbusの300人乗りに由来するが、以後に開発された機体は乗客数に関係なく、おおむね300番台の続き番号である
- エアバスA320シリーズ : 初飛行1987年、巡航速度840km/時、乗客107-220名。民間機として初めてデジタル式フライ・バイ・ワイヤを採用した小型ナローボディ機。操縦室から操縦輪を廃してサイドスティック方式を導入するなど、最新鋭の技術を投入したハイテク旅客機。このA320シリーズが大成功を収めることで、エアバス社がボーイング社と並ぶ2大旅客機メーカーの1つに成長することになった
- エアバスA380 : 初飛行2005年、巡航速度1041km/時。2007年に就航した、世界最大の旅客機。全面2層の客室と床下貨物室を有する。最初に就航する標準型A380-800は、3クラスで乗客550人前後、オールエコノミーで854人まで可能と公表されている。機名の内の"80"はA340のほぼ2倍の収容力であることから"40"の2倍とした[6]

## 現代の旅客機

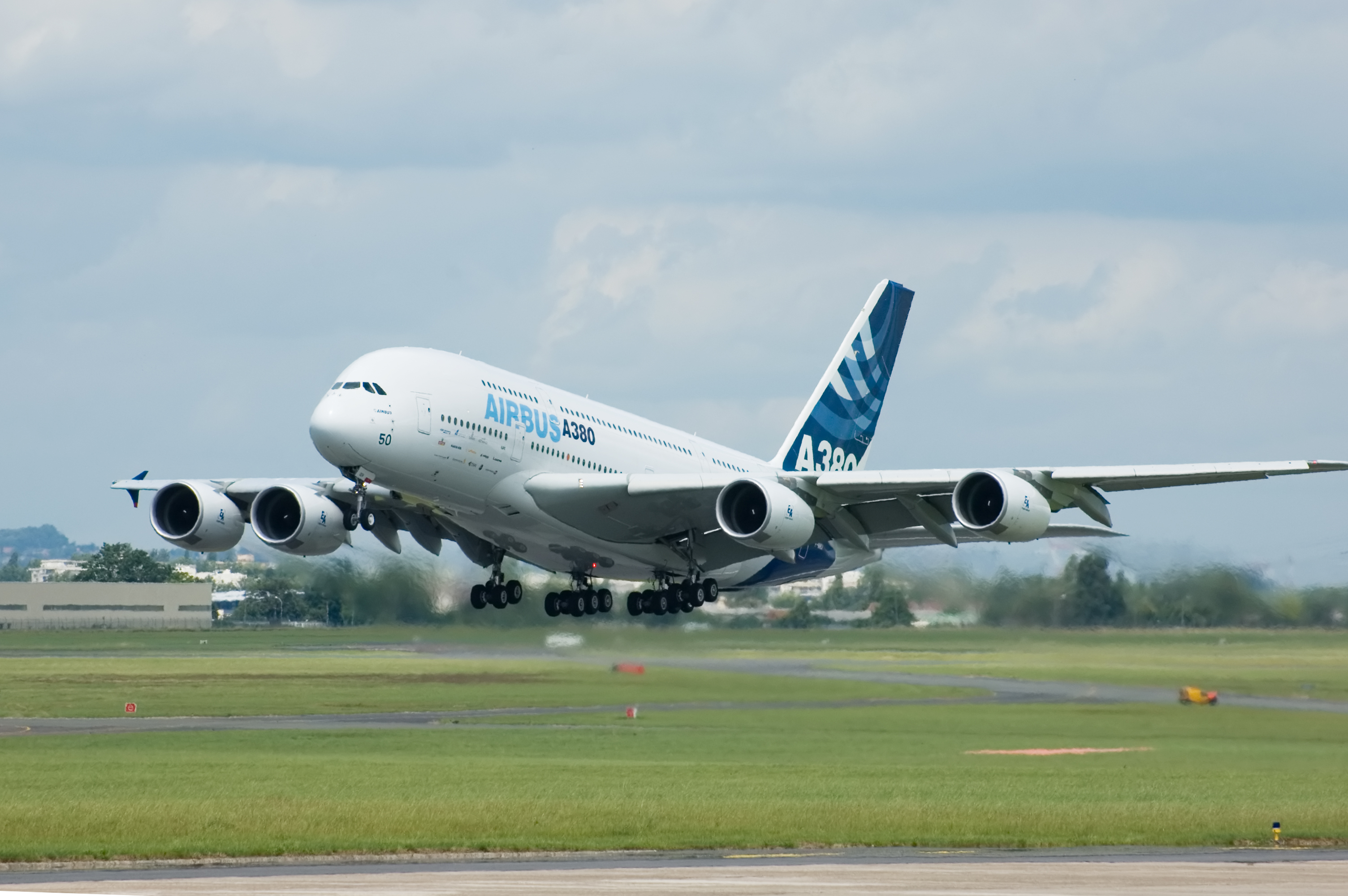
エアバスA380

現代の旅客機は、客室内通路が左右2本あり座席が横に7 - 10列並ぶワイドボディ機と、通路が中央に1本だけで座席が横6列以下のナローボディ機に分けられる。それぞれ「2通路機」、「1通路機」とも呼ばれる。ワイドボディ機は長距離航空路と中距離航空路に充当され、ナローボディ機は短距離航空路以下の航空路に充当されることが多い。さらに需要の少ない路線には座席数数十席程度のコミューター機が使用される。さらに小型の機体で座席が数席のプロペラ機では客室内通路がないものもある。
下記に距離別の代表的な機種を列記した。一般的に大型機のほうが航続距離が長いことや短距離の輸送ではそれほど航空需要が大きくないために、長距離用の機体が大きく、短い距離では小さくなるが、例外も多い。

### 長距離・中距離航空路
長距離航空路は、大洋を越えて長距離を飛ぶため航空会社に航続距離の長い旅客機を求められ、一般に乗客数300人以上の大型機が充てられる。ヨーロッパなどを除き、国際線として扱う場合が多い。1970年代から4発機ボーイング747の登場によって低運賃化が進み、一般的に利用されるようになった。
従来、大洋上での万一のエンジン故障を想定して、エンジン3基以上を有することが必要条件であったため、3発機のMD-11やDC-10、4発機のボーイング747やイリューシンIl-96などが運用された。近年のジェットエンジンの信頼性向上によって、双発でも十分な安全性が確認できたので、ボーイング767、ボーイング777、エアバスA330といった長距離双発機も開発されている。

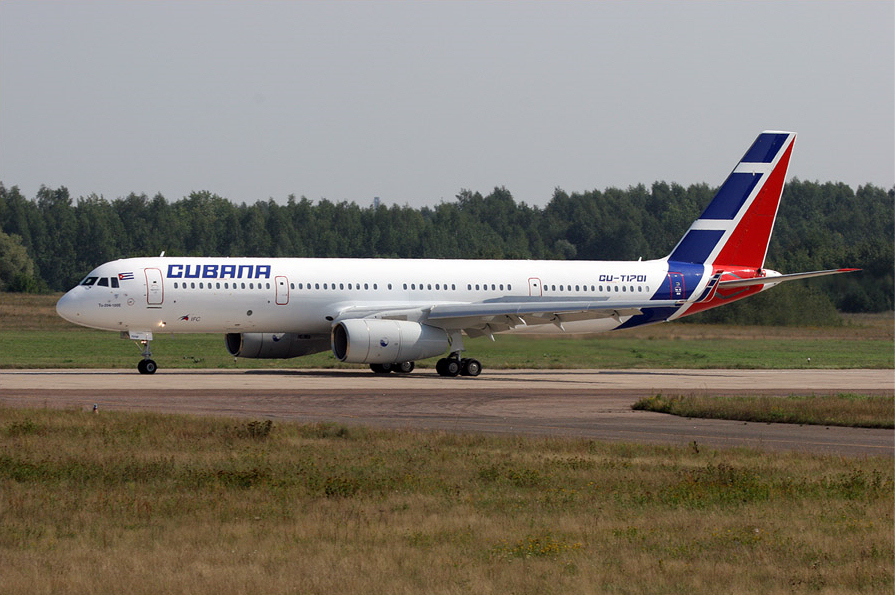
クバーナ航空のツポレフ Tu-204

旧来の規則では、双発機ではエンジンが1基止まった場合、60分以内に代替着陸可能な空港がある航空路のみを運航できる規則であったが、一定の規制の下に、この制限を緩和する措置ができた。この緩和措置をETOPSと称し、機種等の条件により最大207分まで認められている。これにより、ほとんどの航路での双発機の就航が可能となり、双発機のシェアが激増した。しかし、冬季のシベリアなどでは、緊急用空港が使用不能となることが多く、この場合、ETOPSによる双発機は運航できず、使用可能な空港付近を通る迂回ルートへの変更や時には欠航も余儀なくされる。
2017年時点で世界最長の航空路線は、カタール航空のドーハ（カタール）－オークランド（ニュージーランド）便である。ボーイング777-200LRが、1万4535kmを18時間弱で結んでいる。このほか無着陸で20時間飛べるエアバスA350-900ULRを、シンガポール航空が2018年に開設する米国ニューヨークとの直行便に投入した。また豪州カンタス航空はシドニーと欧米との直行便を実現させるため、ボーイングとエアバスの両社に新型の超長距離旅客機の開発を要請している。こうした超長距離線は乗り継ぎの手間や時間を節約できる一方、特にエコノミークラスの乗客に対する健康リスクを懸念する指摘もある。
中距離航空路では、ワイドボディの双発機が主体で、乗客数200-400人の機体が使われる。ボーイング767、ボーイング777、エアバスA300、エアバスA310、エアバスA330、Tu-204などである。需要の少ない路線にはさらに小型のボーイング737等の機体をペイロードを減らして使用することもある。

### 短距離航空路

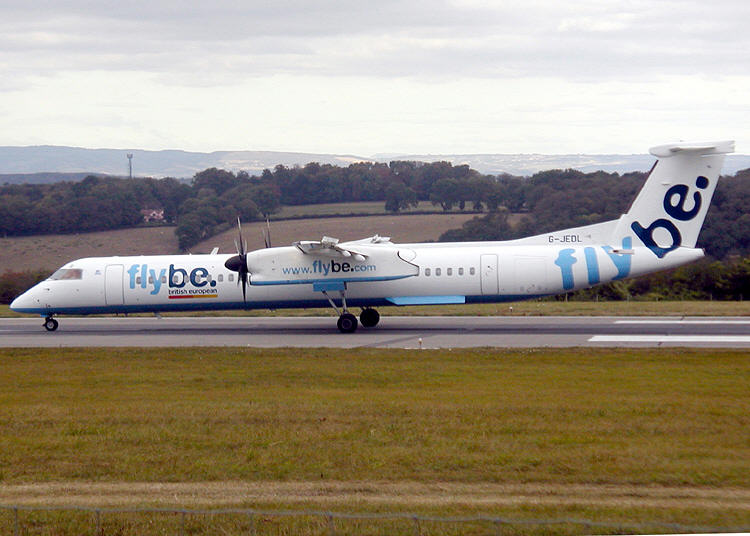
Flybeのボンバルディア Dash8 (DHC-8)

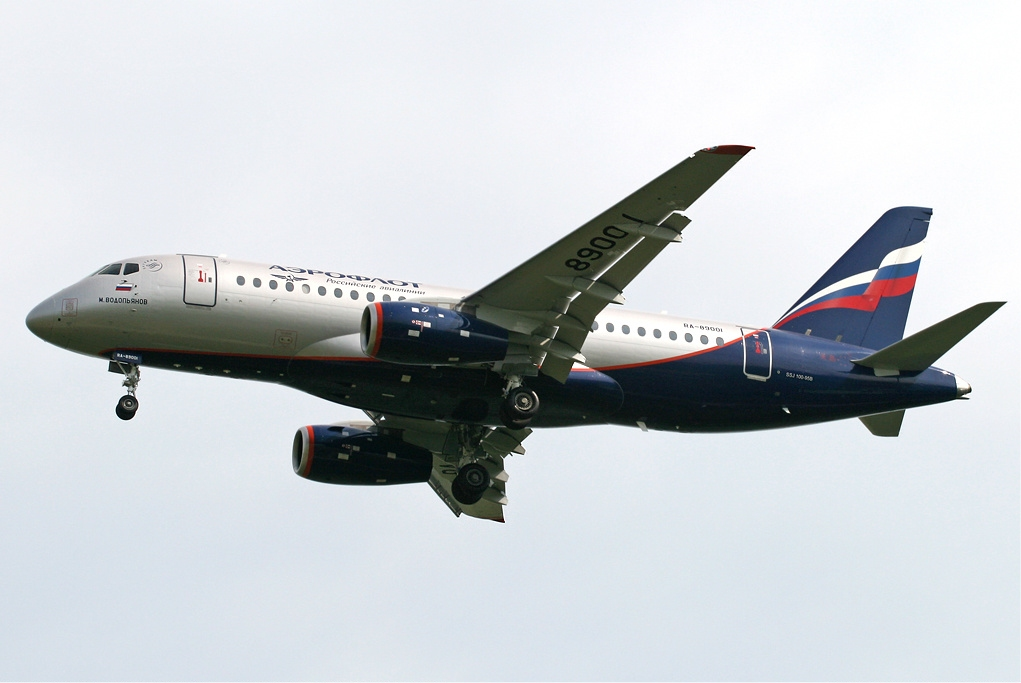
アエロフロートのスホーイ・スーパージェット100(SSJ100)

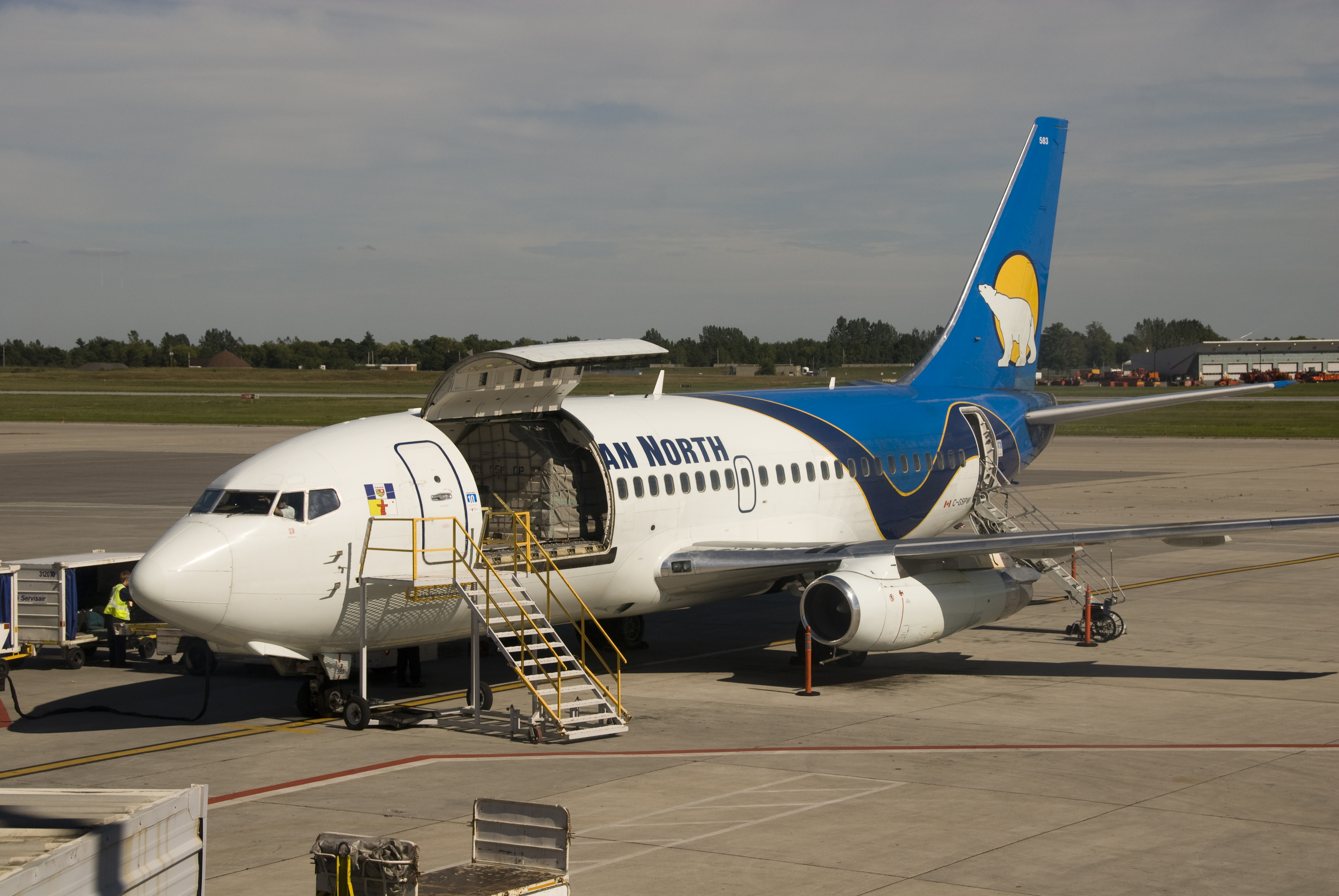
コンビ機であるカナディアンノース航空のボーイング737-200C

短距離航空路では、100 - 200人乗り程度のナローボディ機を使用する。長距離航空路と違って目的地までの距離が短い分、飛行時間も短縮されるためシートの配置に余裕をもたせない航空会社が多い。DC-9、ツポレフTu154、ボーイング737、ボーイング757、エアバスA320などがある。
近距離の小規模な飛行場間を小型機で結ぶ航空路をコミューターと呼ぶ。需要はさほど多くないが、他の輸送手段に利便がない場合、航空機での輸送が欠かせない。細かな法律の定義がないため、ビジネスジェットなど20 - 75人乗りの小型機が使用されている。日本では高速道路のない地区や離島への便に使用され、一部の例外を除き双発のターボプロップ機であり、ボンバルディア（旧デ・ハビランド・カナダ）DHC-8、サーブ340、イリューシンIl-114などがある。しかし、ターボプロップ機の騒音を嫌ってリージョナルジェットのスホーイ・スーパージェット100、ボンバルディア CRJ、エンブラエル ERJ 145などを積極的に採用する航空会社もある。定期路線ではなくチャーター便もある。
カナダなど国土の広い国では採算性を考慮して貨物機としても使えるコンビ機（737-200Cなど）を地方路線へ投入する航空会社もある。
北米では乗員が10人以下の小型機を使用するエアタクシーと呼ばれるビジネスが発展している。乗員数、速度、航続距離は劣るものの、駐機料が安く短い滑走路でも利用できるため最寄りの空港まで飛行機を呼び、定期航路がない地方の飛行場へ直接向かえるなどタクシー感覚で利用できる。
日本で利用者が特に多い空港（新千歳、羽田、伊丹、福岡、那覇）を発着し、いわゆる幹線を飛行する短距離航空路の便は、需要が非常に多いにもかかわらず飛行場の発着枠が満杯で増便できない関係上、中距離航空路向けのワイドボディ機が使用されている。便数を増やして旅客の利便を図るために、より小さいコミューター向け小型機を用いることもある。

## 燃料
ジェット燃料には以下の2種類が使用されている。
- ワイドカット・ガソリン系
- 灯油（ケロシン）系

燃料はタンク内で水分が凍らないように温風を通したパイプで10度以下にならないように保温され、多くのエンジンでは、燃料中の氷結物の融解も兼ねてエンジンに送られた燃料は燃やされる前に潤滑油の冷却に使われる。ワイドカット・ガソリン系の燃料がこのように暖められることで、低い温度でも揮発する成分が気泡となって供給系統を閉塞するベーパーロックが起きないように求められる。このような危険を避けるためにワイドカット・ガソリンを使用する燃料供給系では常に加圧が行われ、蒸気圧以上に保たれる。
搭載される燃料は、出発地で離陸してから到着地に着陸するまでに消費される予定の消費燃料の他に予備燃料が搭載される。以下に予備燃料の合計である総予備燃料の内訳を示す。
- 総予備燃料
  - 補正燃料 (Contingency fuel)： 計算によって導いた消費燃料量と実際の消費量との誤差分である。一般に消費燃料の5-10%程になる
  - 代替燃料 (Alternate fuel)： 目的の空港に着陸できない場合に代替空港へ向かうダイバージョン (Diversion) 時に余分に消費する燃料である
  - 待機燃料 (Holding fuel)： 代替空港の上空に待機飛行する間の燃料である
  - 補備燃料 (Extra fuel)： 機長、または運航管理者が上記に加えて余分に燃料を搭載することで運航の効率が向上すると考える場合に搭載される燃料である。航路途中や目的の空港の気象状態が不確定であるため、迂回等で余分に燃料を消費する可能性がある場合や、燃料搭載が手続き上必要な場合などによって搭載される燃料である[9]

## 性能・能力
旅客機の性能は、最大飛行速度や航続距離といった航空機共通の数値に加え、最大旅客数や最大ペイロードなどで表される。
最大零燃料重量－運航自重＝最大ペイロード
旅客機の性能を表すには、他にも最大離陸重量、最大着陸重量、着陸時の降下率などがある。

### 機体の大きさ
現代の旅客機のうち、100 人以上の乗客を乗せる機体は、ほとんどが燃費の良いターボファン・ジェットエンジンを採用しているジェット機である。これらの機体の巡航速度は全てマッハ0.8 - 0.9の範囲にあり差がない。大きく異なるのは重量・座席数・航続距離で、ターボファンジェット機の範囲内でも 10 倍程度の差がある。下記に例を示す。
- ボンバルディアCRJ100 : 全幅は21.2m、全長は26.8m、全高は6.2 m、最大離陸重量は21.5t、乗客は50人、航続距離は1,800 km（いわゆるリージョナルジェット）
- ボーイング747-400 : 全幅は65.1m、全長は70.7m、全高は19.3m、最大離陸重量は360 - 390t、乗客は400 - 450（国際線）/ 560以上（日本国内線）、航続距離は13,330 km（ペイロード39,460 kg）/ 10,370 km（ペイロードは65,250 kg）

一方、数十人程度の乗客を乗せる機体の多くは、ジェット機より低速だがコストが低いターボプロップエンジンを採用しているターボプロップ機である。

### 重さと航続距離
旅客機の総重量は、運用自重＋有償搭載重量＋搭載燃料重量で計算される。
- 自重（英: empty weight）：空虚重量とも呼ばれ、動力装置に基本装備品の重量を含む機体の構造重量
- 運用自重（英: operating empty weight、OEW）: 上記の自重に潤滑油、作動油、 操縦士や客室乗務員などのクルー[注 25]、飲料水、機内食、トイレの水等の重量を加えたもの
- 有償搭載重量（英: pay load）：ペイロードとも呼ばれ、乗客とその手荷物や貨物などの「運賃を収受して載せる物の重量」。最大の有償搭載重量は許容搭載重量（Allowable Cabin Lods, ACL）と呼ばれる
- ゼロ燃料重量（英: zero fuel weight、ZFW）：運用自重＋有償搭載重量
- 搭載燃料重量 （英: fuel weight）: 離陸時に搭載している燃料の重量である。出発空港から目的空港までの飛行に必要な燃料に予備燃料を加えて搭載する[注 26]。
- 総重量（英: gross weight）：ゼロ燃料重量＋搭載燃料重量

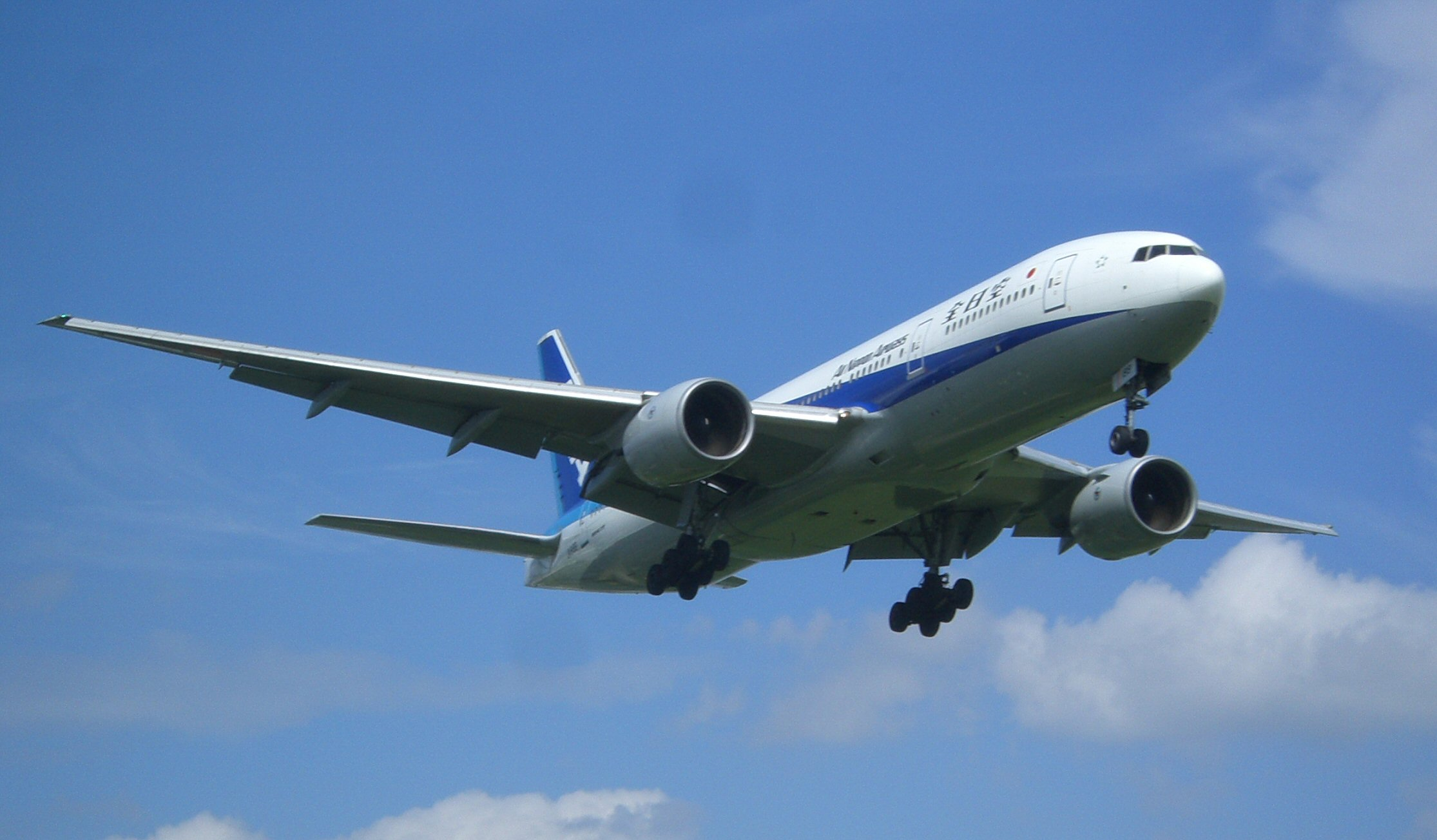
大阪国際空港に着陸する全日空の777-200型機

21世紀現在の大型旅客機は客室の床下に大きな貨物室を有し、乗客の手荷物以外に大量の貨物を運搬することが可能である。この床下貨物室を「ベリー」という。そこでできるだけたくさんの乗客と貨物を積んで遠くへ飛べば売り上げが大きくなる。しかし通常の飛行機は燃料タンクを満タンにして乗客と貨物を満載すると重過ぎて離陸できない。そこで上記ボーイング747-400のデータのように、長距離を飛ぶ場合はペイロードを軽めにして燃料を多く積み、短距離を飛ぶ場合は燃料を少なくして、できるだけたくさんの旅客と荷物を積むことが望ましい。
最大運用重量
- 最大タクシー重量（英: maximum taxi weight、MTXW）：離陸前に地上走行を開始する時の最大重量である。前後脚の重量配分まで考慮される。
- 最大離陸重量（英: maximum takeoff weight、MTOW）：離陸のために滑走路端で滑走に向けてブレーキを離す時の最大重量である。通常は最大タクシー重量からタクシー走行中の燃料消費重量分を引いたものとなる。離陸直後に最大360fpm（フィート/分）での降下率での着陸が行えるだけの着陸装置や機体などの強度が考慮される
- 最大飛行重量（英: maximum in-flight weight、MIFW）：空中での運動によっても、最大荷重倍数2gまでの荷重に耐えられる強度が考慮される
- 最大着陸重量（英: maximum loading weight、MLW）：最大600fpm（フィート/分）での降下率での着陸が行えるだけの着陸装置や機体などの強度が考慮される
- 最大ゼロ燃料重量（英: maximum zero fuel weight、MZFW）：燃料を搭載していない状態で乗客や貨物を搭載できる最大重量である。翼内の燃料タンクが空の状態では、胴体側の大きな慣性に対して翼側が小さな慣性となり、翼の付け根に大きな曲げモーメントが掛かる。フラップ上げ状態でも、最大荷重倍数2.5gまでの荷重に耐えられる強度が考慮される[10]

### 客席

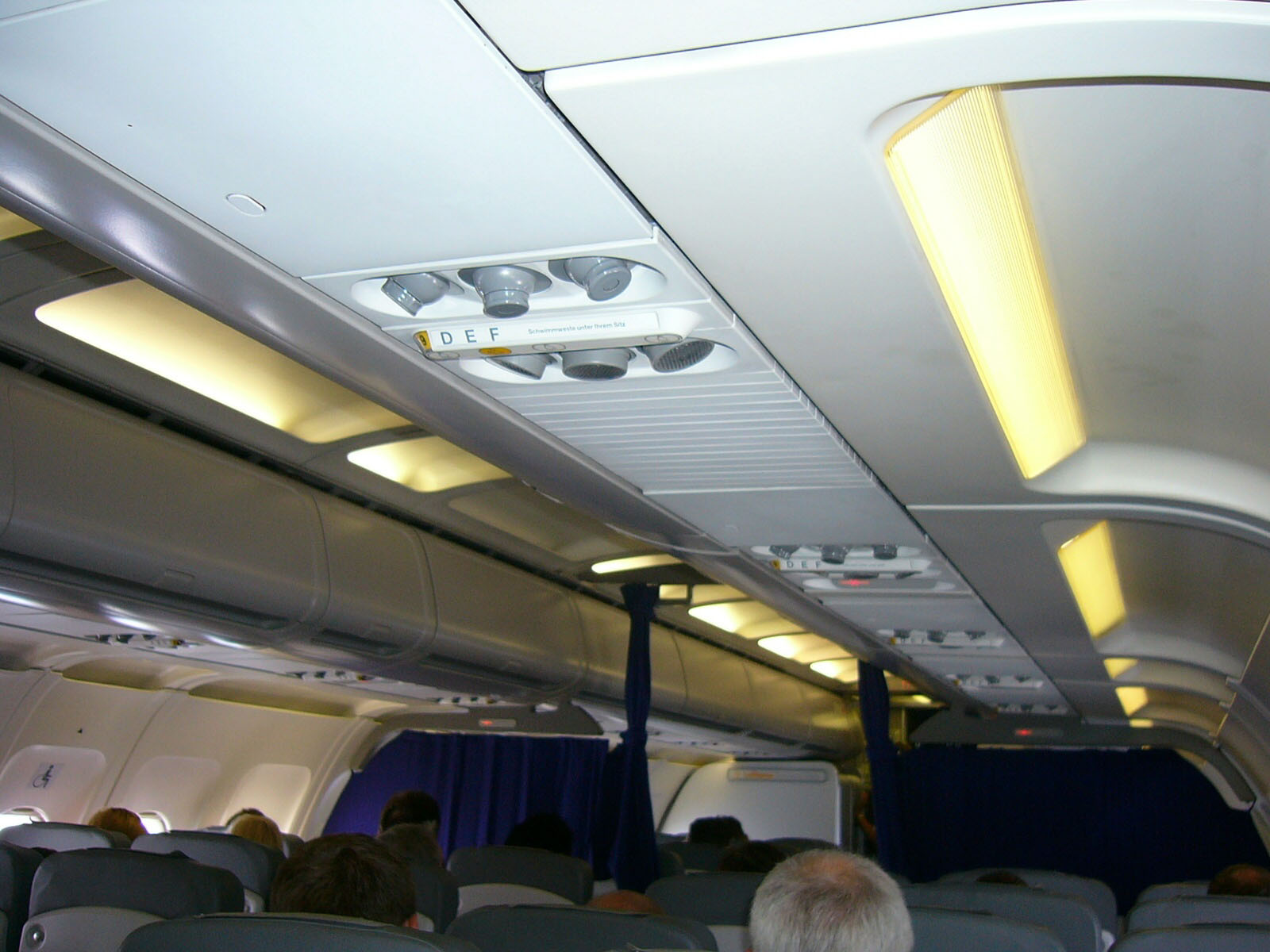
ボーイング737-500の客室

旅客機は他の交通機関と同様に客席に等級による種別を与えて運賃に応じたサービスを提供している。一般的には客席は3つのクラスに分けられており、上級から順に「ファーストクラス」「ビジネスクラス」「エコノミークラス」と呼ばれている。これらに加えて、ビジネスクラスとエコノミークラスの中間に「プレミアムエコノミークラス」を設けて4クラスとしている航空会社もある。
同一の機体でも、航空会社や路線によってこれらのクラスの座席配置が異なり、この座席配置は「シート・コンフィギュレーション」と呼ばれ、結果として同じ機体でも搭乗可能な乗客数はそれぞれ異なっている。
一般的に国際線のような長距離路線を飛ぶ場合には、同じクラスであっても座席同士の間隔を広げてゆったりと配置している。国内線では1つか2つのクラスにされる傾向があり、国際線でもビジネスクラスは増やされて豪華になる代わりに、ファーストクラスは減らされるかなくなる傾向がある。

各航空会社は、自社が保有する機材をやり繰りしながら各路線の繁忙・閑散に対応しており、長距離国際線用の機体を国内線に融通することはよく行われる。座席間隔（シートピッチ）は年々狭くなる傾向にあり、2016年にはアメリカで最低基準を設けようという法案も提出されたが、規制緩和に逆行するとして否決されている。
- エコノミークラス症候群 : 長時間、座席にじっと座っていることによる足の血流うっ滞で血栓が形成されることがあり、このことが肺塞栓などの致命的な障害の原因となる。飛行の長時間化が進んだ1980年代から問題となりはじめた。エコノミーの座席に限らず、長時間の座位が原因となる。

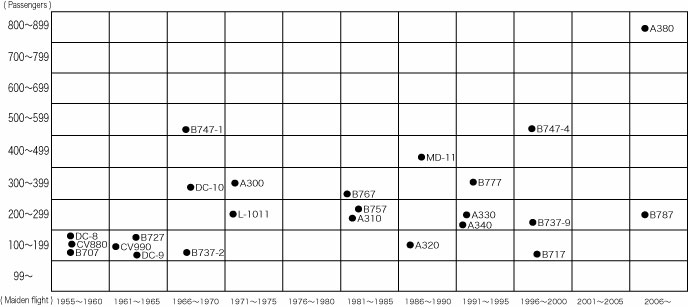
各年代ごとの新たな大型旅客機の座席数の変遷

## 設計思想
航空機は空中で主要な装置が停止することが直ちに重大事故に結び付く乗り物であり、その中でも旅客機は数百人もの乗客の命を預かる輸送機械である。航空事故が起きると飛行ルート下にいる人々を含めて多大な危険・被害が及ぶため、極めて高い安全性が要求される。その一方で経済性や客室の快適性も重視されるなど相反する要求があるため、設計と製造、運用には特別な思想が生み出されている。

### フェイルセーフ
旅客機でのフェイルセーフ（英: fail-safe）とは、それを失うと直ちに重大事故につながる重要な機能には、予備や多重化を行うことで1つの問題でただちに機体全体の安全が脅かされることがないようにすることである。操縦系統、推進エンジン、航法装置などの多重化が代表的なものであり、例えば2人の操縦士が同じ食事メニューを食べない(同時に２人が食中毒にならないようにしている）といったものも広い意味でのフェイルセーフといえる。多重化によって安全性が高まるが、冗長な装置は保守の手間が増えるだけでなく不具合の頻度も高まり、航空機全体では機能を維持していても安全性確保のために運航できないことも増える。構造でのフェイルセーフでは、構造部材の部分的な破壊でもそれを拡大させずにその強度低下を周辺が補えるだけの余裕を持たせる損傷許容性の確保によって実現される。損傷許容性を持つことで軽量ながら必要な安全性を確保できるが、それは定期的な損傷の有無の確認と修理を必要とするため、運用においては手間や時間、経費が掛かり、機体各部にも検査用の穴などが必要になる。フェイルセーフとは別の概念としてセーフライフがある。セーフライフ（英: safe-life）は安全寿命構造とも呼ばれ、1つの機種での各部分ごとに疲労破損に対する耐力を飛行時間や飛行回数の上限値による安全寿命としてあらかじめ決めておいて、それまでは疲労による破損が起きないとするものであるが、すべての機体での疲労に対する余裕度を確保するためにはそれだけ丈夫に作る必要があることや、疲労以外の原因による破損に対応するためには依然として検査が必要なこともあり、安全寿命構造が採用されるのは実質的に脚やエンジン取り付け部だけに限られ、それ以外の機体の主要構造は損傷許容設計によるフェイルセーフが用いられる。航法や空力制御を行うコンピュータ・システムでも、単に同一のコンピュータを複数台備える多重化から、メーカーと使用言語の異なるコンピュータによって、ハードウェアとソフトウェアの両方異なる構成とすることで特定コンピュータの品質上の問題やソフトウェアのバグに起因する障害に対しても冗長性を持たしている。このように同一の機能を果たす場合に、ソフトウェアの言語とプログラムそのものを異なる複数の構成にするのを「Nバージョン・プログラミング」と呼ぶ。

### フールプルーフ
旅客機でのフールプルーフ（英: fool-proof）とは、製造や点検修理段階、または運用での人的ミスを排除する目的で、誤った接続や取付けを行おうとしても、最初から形状が合わないようにしておいたり、誤った手順では装置が入力を受け付けないようにしておくことを指す。

## 旅客機の産業構造
21世紀現在、旅客機を製造するには主要な機体、エンジン、電子航法装置類やその他の飛行用装置類、客室内のあらゆる艤装が必要であり、いずれか1社ですべてを賄うことは不可能になっている。こういった多種の構成要素を製造する多国に分散したメーカーを総合的に取りまとめて、旅客機として製造することが可能な航空機メーカーは世界中でも数社しかない。
大型旅客機の製造販売では旅客運輸事業を行う各航空会社が数十機から数百機単位で契約する事もあり、内装などは各航空会社の要求に応じた仕様で製造される。特にエンジンは航空機に固有の最も主要な装置であるにもかかわらず、2-3社のエンジンメーカーが製造するいくつかのエンジンから各航空会社が選べるように、航空機メーカーと複数のエンジンメーカーが機体の設計段階から協力することも行われている。シート・コンフィギュレーションも製造前に航空会社が内装として指定する。
20世紀末に広がりを見せて今では緊密度が高まったアライアンスによって、新たな機体選定時には加盟する航空会社同士での相互整備性まで考慮する必要が出てきた。
リース
各航空会社では、自社で使用する航空機を入手するために現金の支払いによる購入よりも、リース（ドライ・リース）によって名目上は他社から機体を借りながら運航することが増えている。ドライ・リースにはファイナンス・リースとオペレーティング・リースがある。ファイナンス・リースは実体としては割賦販売に近く、割賦販売では割賦の債務付きながらもすぐに所有権が購入者に移るが、ファイナンス・リースではリース期限終了後に使用者である航空会社に所有権が移る。ファイナンス・リースは解約を前提としていないため、解約時には残りの債務を一括支払いすることになる。オペレーティング・リースは機体を借りる性格が強く、リース期間中とリース期間終了後の機体の残存価値を算定して、それと当初の購入金額との差を各期ごとに支払うことになる。オペレーティング・リースでは解約も可能であり、航空会社側はリース後も所有権が得られない反面、残存価値分だけ各月毎のリース料は低額で済むので、中古の機体を使い続けるよりも最新機種に切り替えることの多い先進国の航空会社にはメリットの多い方法である。こういったリースの場合にはリース専門の金融会社が航空会社に代わってメーカーから旅客機を購入することになる。購入すれば減価償却費として税制上有利になるが、それなりの現金を持っていなければならない。保守設備の維持まで考慮すれば保有する機種の種類は少ない方が良いので新型機に更新するならあまり時間をかけないほうが良いが、短期間で多くの機体を購入するのは財務体質を悪化させる恐れがある。また、ドライ・リースが機体だけを借りる手段であるのに対して、機体に加えて運航乗務員と機内サービスを含めて借りるウェット・リースがある。ウェット・リースでは他の航空会社から機体だけでなく人材やサポート体制を含めて一定期間だけ貸し切ることになる。

### 航空機メーカー
かつてはイギリスの各メーカーやフランスのシュド・アビアシオン、アメリカのロッキードなどが大型旅客機を製造していたがこれらのメーカーはエアバスなどに統合されたり、旅客機事業から撤退したりしたためマクドネル・ダグラスがボーイングに吸収されて以降は、大型旅客機（ワイドボディ機）を製造するメーカーは旧ソ連のイリューシンとツポレフ、アメリカのボーイングとヨーロッパのエアバスの4社しかない。そのうちボーイング社とエアバス社は旧ソ連以外で生き残った唯一のライバルとして、受注競争で互角の状態にある。また新たに中国商用飛機が2020年の大型旅客機C929の初飛行を目指し現在開発を行っている。
他にコミュータークラスの旅客機メーカーが数社存在する。特にカナダのボンバルディア・エアロスペース社とブラジルのエンブラエル社は小型ジェット機の販売が好調で、ボーイング、エアバス両社の最小型機種の販売を苦戦に追い込むまでになっている。また、小型ジェット機（リージョナルジェット）の分野は今後も多くの需要が見込まれると予想されている。東側ではロシアのスホーイ（スホーイ・スーパージェット100）、中国の瀋陽飛機工業集団（COMAC C909）などが製造されている。

### 航空会社
航空会社はほとんどが定期航空路線に自社名の機体を運航することで主要な収入を得ている。多くの旅客を一度に安全に運べる旅客機をなるべく安価に購入、またはリースによって入手し、できるだけ低コストで運航することで収益の増加を図る。また、客席に空席があると収益性が悪化するので、機内での快適性を高めたり、マイレージ・サービスを行うなどして集客に努めている。一方で旅客の利用が見込めない深夜帯には、旅客を乗せずに貨物のみを運搬するベリー便を運航することもある。
定期航空路線は国内線と国際線に分類できる。
国内線
国内線は国内の空港間を飛行する航空路線である。各国国内での比較的短距離であって大都市間を結ぶ利用需要の大きな路線には、国際間を結ぶ長距離路線と異なり、他の交通機関との間で価格や利便性での競争に曝されることや複数の航空会社同士の競争もあるため、就役する旅客機には長い航続距離性能は不要であり、1日の内に多くの空港間を飛行してできるだけ多数の乗客を運ぶことで、1人当りの運航経費を少なくできる機体が求められる。
より多くの空港の間を飛行するために飛行時間の短縮を図ろうとしても、飛行速度が音速近くのマッハ0.80-0.85ほどで燃料消費率が経済的に最適となっており、これは改善の余地があまりなく、各航空会社が努力を傾注するのは主に機体が地上にある間に限られるようになっている。空港ターミナルでの乗降口を持ったスポットで、乗客を降ろし、機内清掃と新たな備品を搭載しながら平行して給油と点検を行い、次の乗客を搭乗させる一連の時間の短縮が重要である。
国際線
国際線は複数の国の空港間を飛行する航空路線である。一般に国内線に比べて長時間の飛行になるため、機体には飛行頻度に対応するよりも広い客室で少ない燃料消費率が求められる。乗客への飲食の提供や映像・音響サービスの充実も必要であり、乗務員の休息空間や交代要員の座席等も必要な場合がある。
飛行機による輸送では空港間を最短距離のルートで結べば、それだけ速く少ない燃料消費で乗客を運ぶことができるが、世界中の無数にある空港間のすべてを直接、航空路で結ぶことは現実的ではない。国際線と国内線とに関わらず広い範囲にわたって多数の空港間を、無駄を最小限にしながら有機的に接続する必要が生まれている。この問題への1つの答えとして、米国から始まった「ハブ・アンド・スポーク」型 の路線ネットワーク方式は、世界的にも比較的広く採用される傾向があるが、「ポイント・トゥ・ポイント」型の路線ネットワーク方式を採用する航空会社も存在する。

### エンジンメーカー
旅客機の推進用エンジンの多くが高バイパス比のターボファン式ジェットエンジンであるが、大型機を推進できるだけのエンジンを作れる会社は3社に限られる。
- 米 ゼネラル・エレクトリック社
- 米 プラット＆ホイットニー社
- 英 ロールス・ロイス・ホールディングス社

その他にも、米アライドシグナル社、米アリソン社、国際共同開発のGE/スネクマ社、CFMインターナショナル社、エンジンアライアンス社（ゼネラル・エレクトリック社＋プラット＆ホイットニー社）、ロールスロイス・チュルボメカ社、インターナショナル・エアロ・エンジンズ社、MTR社（MTU＋ターボメカ社＋ロールス・ロイス社）、ロシアのアヴィアドヴィガーテリ社がある。
航空機用のレシプロエンジンでは、ライカミング・エンジンズ社、コンチネンタル・モータースの2社がほぼ独占状態であるが、両社の生産するエンジンは単発の軽飛行機向けが主市場であり、小型機でも双発機ではジェットエンジンやターボプロップエンジンの搭載が一般的になっていることもあって、レシプロエンジン機は旅客機としては比較的少数派である。
ターボプロップ機に使われるプロペラと関連機器はダウティ・ロートルとハーツェル・プロペラが大きなシェアを占めている。

## 運航、操縦
以下は旅客便の場合の手順である。貨物便（ベリー便）の場合は乗客関連の手順が省略される。

### 機上での手順
搭乗
操縦士 は天気情報とノータム (NOTAM) を受け取る。操縦士（コックピットクルー）と客室乗務員（キャビンクルー）は搭乗前、又は機上でショーアップと呼ばれるブリーフィングを行い、注意事項などを確認する。機長と副操縦士は機体周囲を見回って簡単な目視点検を行ってから、搭乗して操縦席に着き座面を調整して、装置類のチェックを始める。キャビンクルーも搭乗して機内で乗客の搭乗と誘導を行う。乗客の手荷物を収めたコンテナを貨物室へ搭載する。地上設備から電気の供給を受けている場合でも、出発が近づくと機体のAPUを始動させて発電が安定すると接続コードを外す。乗客の搭乗完了を受けてドアの閉鎖を行い、ドアモードをオートマチックに変更する。客室乗務員は乗客へ緊急時の対応を説明し、さらに詳しく書かれた安全のしおりの参照を勧める。
離陸直前
無線 で管制塔のクリアランスデリバリーへ事前に提出されていたフライトプランに基づく飛行承認を求め、飛行承認と共にトランスポンダ・コードとしての4桁のスコーク番号を得る。自動応答装置（トランスポンダ）にこの番号を設定する。
続いて管制塔のグランドコントロールへ無線チャンネルを切り替え、地上での移動許可を求める。通常は駐機しているスポットから後退するためにプッシュバックを求める。許可を得ると衝突防止灯を点灯して航空会社などの地上クルーに呼びかけ、両足のペダルを踏み込むことでパーキング・ブレーキを解除して、トーイングトラクターによって機を後退させる。メインエンジンを右端の4番から順にAPUの高圧空気で始動させてゆく。
誘導路まで進んでブレーキペダルによって停止させ、地上作業者とのインターホン・ケーブルも指示によって外され、トーイングトラクターも離れると機体は自走可能となる。機長の「フラップ・ワン」などの指示で離陸に備えてフラップを準備する。グランドコントロールへ滑走路手前までの移動許可を求め、グランドコントロールは移動許可とともに誘導路の道順を伝える。ジェットエンジンは全てアイドリング状態となっており、ブレーキを緩めるだけでゆっくりとタクシングと呼ばれる誘導路上での走行を始める。ティラーと呼ばれる機長側にだけある前輪操向用のハンドルによって前輪の向きを操作して指定された誘導路上を進む。機長は片手が操向操作でふさがるため、主に副操縦士が補助翼（エルロン）と昇降舵（エレベーター）の確認を行い、最後に方向舵（ラダー）の確認を2人で行う。方向舵を動かすと機体の進む向きに影響するので、2人で協力して行う。フラップ等を調整する。
滑走路に近くなるとグランドコントロール（地上管制）はタワー（飛行場管制）と話すように伝えてくる。タワーはやはり管制塔内で管制を行う部署であり、離着陸を行う滑走路の使用管理を担当している。チャンネルをタワーに切り替え、滑走路への進入と離陸許可を求める。滑走路が空いていればそれほど待たずに進入と離陸の許可が得られる。滑走路への進入前に主翼両端のストロボライトを点灯し空中衝突防止装置 (TCAS) をオンにする。客室へは余裕をもってシートベルトの着装を機内表示で知らせる。滑走路からの離陸方法には、一旦滑走路の端で停止するスタンディング・テイクオフと、誘導路から進入したまま停止せずに加速を始めるローリング・テイクオフがあり、タワーの指示に従う。
離陸
機長は離陸を決めると、エンジンの音や振動、計器表示を注視しながら出力を上げる。スタンディング・テイクオフではある程度エンジンの出力上昇が正常に行われることを確認してからブレーキを離す。機体は離陸のための加速を始め、滑走路上を進む。
副操縦士が速度計を注意しており、80ノット（約140km/時）に「エイティ」と告げ、機長がこれを計器で確認する。これにより両者の速度計が正しいかを確認する。V1と呼ばれる離陸決心速度を超えると副操縦士が「ブイワン」と告げ、やがて「ヴイアール」（ローテーション速度）と告げると、機長は操縦桿やコントロール・スティックを引いて機首を持ち上げ、機体は空中に舞い上がる。副操縦士が順調な上昇を確認すると「ポジティブレート」と告げて、機長が「ギヤアップ」と命じて、脚が格納される。
タワーは順調な上昇を確認すると、航空機に出発管制（又は出域管制）から以後の管制を受けるよう告げる。復唱してチャンネルを出発管制に切り替える。出発管制と進入管制は管制塔内やその付近にあって、レーダーによって飛行場周辺空域内の飛行管制を行う部署である。
出発管制からの管制を受けながら、指示された航空路に向って上昇を続け、フラップの調整などを行い、自動操縦装置による操縦に切り替える。離陸後の装置のチェックを計器板上で行い、ある程度上昇して揺れが少ない高度になると、機内のシートベルト着用サインを消す。
巡航

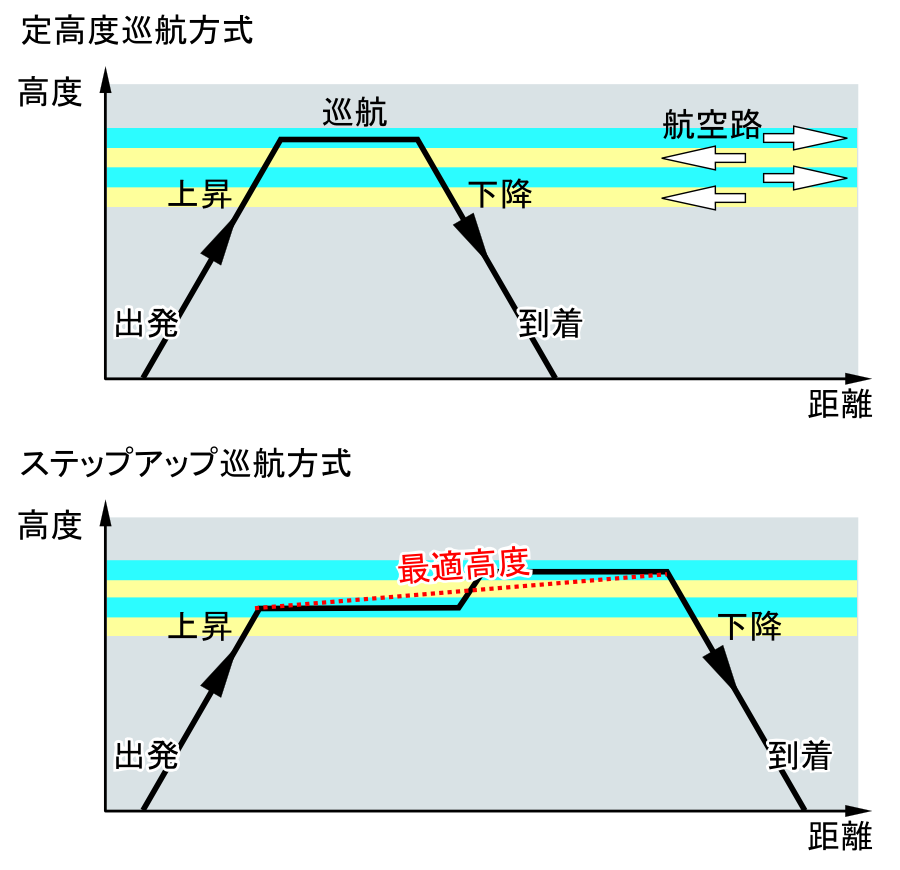
巡航時の高度遷移
短距離の巡航では図上のように同じ高度を維持するが、国際線のような長距離では図下のように何度も高度を上げながら巡航することが一般的である。

順調に行けば出発管制から各航空路を管制している空域管制部と話すように伝えてくる。これはレーダーによってほぼ国ごとや国内をいくつかに分けた広い空域内の飛行管制を行う部署である。チャンネルを当該管制部に切り替えて、指定された航空路に進み、VORやRNAV、GPSによって自らの位置を確認しながら、その中を飛行する。必要に応じて複数の管制空域内を飛行し、その都度それぞれの航空路管制の管制を受ける。
長距離の巡航時には、燃料の消費によって軽くなった機体に合わせて燃料消費率が最適となるようエンジン出力や高度を調整しながら飛行する。
着陸
目的地が近づくとFMSに着陸に必要な情報を入力する。やがて航空路管制から飛行場周辺空域内を担当する進入管制へと管制が引き継がれ、そこからの降下指示を受けて降下する。旅客機はレシプロ機でない限り、通常は空港に近づく段階からまっすぐ滑走路に正対するストレート・イン方式によって誘導されるが、空港への着陸希望の機が多い時には待機経路内を空中待機しなければならないこともある。
機体を徐々に降下させてゆき、ILSやVOR/DMEの誘導電波を受けて目的地の飛行場への着陸進入コースに乗る。やがて進入管制から到着地の飛行場内で滑走路の管制を行うタワーの管制に引き継がれ、着陸許可を求め、着陸許可と共に滑走路番号と風向・風速や路面の状態を知らされる。機内のシートベルトサインを点灯させる。
高度500フィート程度でギアダウンして、自動操縦を解除すると、後は計器や目視によって滑走路の正しい位置と角度、速度で着陸させるだけとなる。高度200フィート程度の着陸決意高度で副操縦士は機長へ「ミニマム」と告げる。機長は「ランディング」か「ゴーアラウンド」と答えて、着陸操作の継続かやり直しするかを宣言する。滑走路目前では夜間であっても侵入角表示灯や着陸灯、滑走路灯などを含めた目視確認と手動による操縦となり、滑走路へは機首を少し引き起こしながら進入する。やがて、主脚のタイヤから着地する。着地と同時にスラストレバーをリバース位置に倒し、エンジンを逆推進にする。スラストがリバース位置でタイヤの回転を検知すると、主翼上のスポイラーが自動的に立ち上がり揚力を減殺して、脚で機体を支えると同時に再び飛び上がりバウンドすることがないようにする。自動ブレーキがABSと共に働き、タイヤでもブレーキをかける。
降機
滑走路の端まで来てエンジンがアイドリング状態にされ、フラップも格納される頃、タワーからグランドコントロールへと管制が引き継がれて、誘導路とスポットの指示を受ける。指示に従い、アイドリング状態のエンジン噴射によってゆっくりとエプロン内のスポットへ進む。スポットでは航空会社のマーシャラーと呼ばれる誘導員がパドルを振って定位置へと誘導し、機体は停止されて、車止めが掛けられる。機体がスポットに止まると同時に機内のシートベルト着用サインは消されて客室乗務員は準備を始める。ドアモードがマニュアルに変更される。GPUを使うならそのケーブルが接続されてから、チェックリストに従ってエンジンが停止される。ジェットエンジンの停止も注意の必要な作業である。操縦士達は整備員に機体に関する報告書を渡して機を降りる。国内線などの多くの場合、機体は次のフライト時刻が迫っているので、客室内の清掃や食事カートや飲料タンクの交換、手荷物カーゴを含む貨物コンテナの荷卸しと新たな貨物の積込み、燃料の補給などが迅速に行われる。

### 食事・飲料の提供
機内での食事はクラスごとに異なるのが一般的であり、短距離ではジュース程度で食事はまったく提供されない路線もあるが、長距離では1食半から2食ほどが提供され、おおむね6時間が1食ごとの間隔とされる。格安航空路線では別料金となることもあるが、多くが運賃に含まれている。航空会社や路線によっても異なるが、事前に予約しておけば、ベジタリアン、ハラール（ムスリム向け）、ヒンドゥー教徒向け、コーシャ（ユダヤ教徒向け）、低塩分、低カロリー、子供、糖尿病対応といったそれぞれに対応する特別食の提供を行っている場合がある。
飲料は多くがソフトドリンクは無料であり、エコノミークラスではアルコール類が有料となる傾向があり、ビジネスクラスとファーストクラスではアルコール類も無料となるのが一般的である。ファーストクラスで提供されるアルコール飲料は比較的高価なものが用意されているとされる。食材と同様に食器類もクラスごとで高級感が異なる。

## 派生型
1970年代に登場した旅客機のいくつかは、最初に設計製作された時の基本となる機体を元に、数十年にわたって何度も改良が施され、多様な派生型を持つ航空機ファミリー
として21世紀現在もジェット旅客機の主要な一角を占めている。こういった派生型では、胴体の延長や短縮によって搭載容積を変更したものや、構造部材の変更やエンジン、航法装置や操縦装置の刷新などの改良が行われる。
例えばボーイング777では、最初に製作された機体は"777-200"と呼ばれ、その後、以下のような派生型が作られた。
- 777-200ER : 200の燃料容量を増やし最大離陸重量を引き上げた機体
- 777-200LR : 200ERの燃料容量を増やし最大離陸重量を引き上げた機体で世界最長の航続距離を持っている
- 777-300 : 200の胴体を63.7mから73.9mへ延長した機体
- 777-300ER : 300の燃料容量を増やし最大離陸重量を引き上げた機体

777-200と777-300ERでは、性能と外観がかなり異なる。逆にボーイング747は、生産開始後35年が経過して派生型も多いが、SPを除けば大きさにそれほどの差はなく、-100と-200あるいは-300以降とSUDは外観もよく似ている。

## 機体塗装の役割と変遷
高速で上空を飛行するため雹や塵などにより傷が付けられるので、塗装は見た目の意匠だけではなく機体保護の役割もある。塗料の量はボーイング747型機を例にとると約500リットルから600リットルが使用されている。重さを軽減することを目的に無塗装で表面保護の塗膜だけで処理する場合もある。日本航空では機体外板の詳細検査と共に5年に1度、再塗装が行われている。
旅客機のデザインも機体の技術同様、工業デザインのトレンドや塗装の技術などの進歩に合わせて変化を辿って来た。当初は機体に社名を書いただけという簡素なものであったが、機体が大型化するにつれて会社のロゴを描いたり、ラインを入れたりするようになった。
1960年代になると、工業デザイナーのレイモンド・ローウィによるユナイテッド航空などの機体デザインによって現在へ続く機体デザインの流れがスタートし、1965年のブラニフ航空による"The End of the Plain Plane"キャンペーンのように、機体のデザインそのものをアピールポイントにする航空会社も現われた。また、ランドーアソシエイツのような大手のデザイン事務所が航空会社のブランド戦略の一環としてデザインを手がけるようになって来ている。
プロペラ時代の末期からジェット化初期の1960年 - 70年代まで大半の航空会社は塗装が白地で、窓の部分にライン（チートライン）を入れるという塗装を採用していた。機体先端のノーズは格納したレーダーの電波の透過を良くするための誘電性塗料が塗られていたが、当時の誘電性塗料は黒しかなかったため、ノーズ部分は黒に塗られていた。
しかし、1980年代に入るとレーダーの技術的進化によってノーズ部分の黒い塗装が不要になり、デザインが多様化していった。この時代から多く見られるようになったのは、白地に大きな社名ロゴ（「ビルボードスタイル」 と呼ばれる）を導入したものであり、まずUTAが採用し、後にパンアメリカン航空が採用したことから世界的に流行した。
1990年代以降は塗料やデカール技術などの進化により、写真をそのままデザイン化した塗装やエア・カナダなどのようにパール系の塗装などが増えるようになってきた。また、特別塗装機やかつてのデザインの復刻塗装、広告塗装など、様々なデザインが生まれている。一方では、アメリカン航空（旧塗装）のようにポリッシュド・スキンと呼ばれる金属の地色そのままのデザインを採用した航空会社もある。

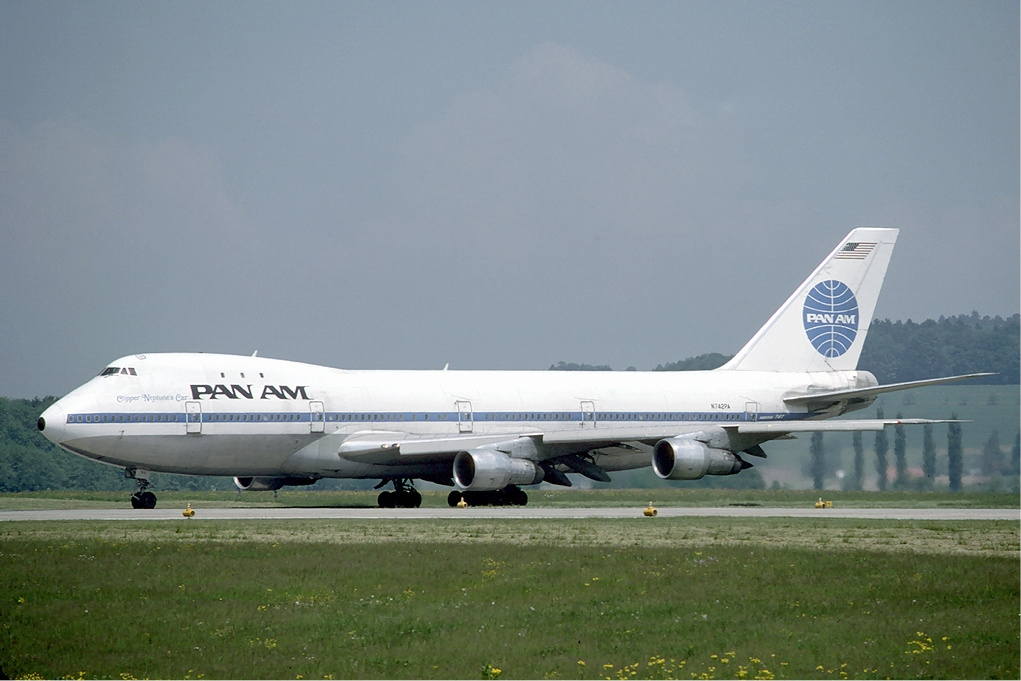
白地にブルーのチートラインを入れたパンアメリカン航空のボーイング747
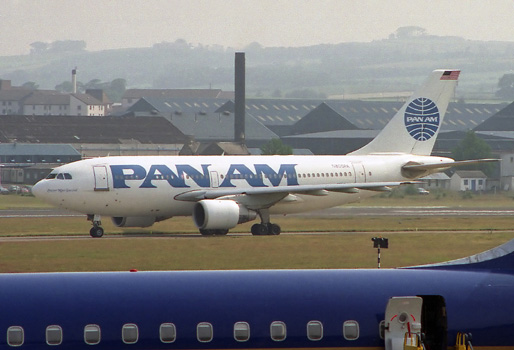
「ビルボードスタイル」を採用した、パンアメリカン航空最後の塗装
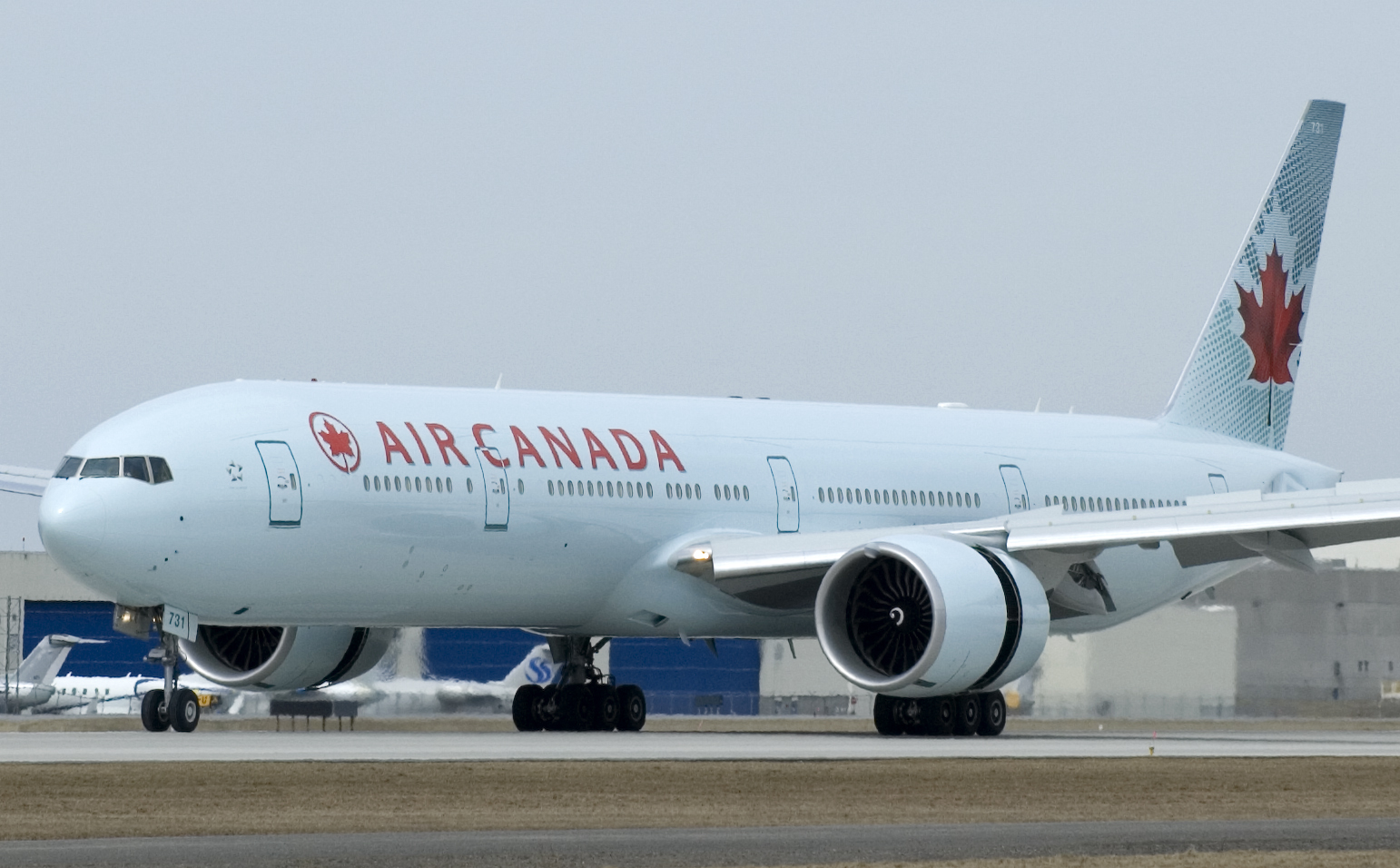
パール系の塗料を取り入れたエア・カナダのボーイング777
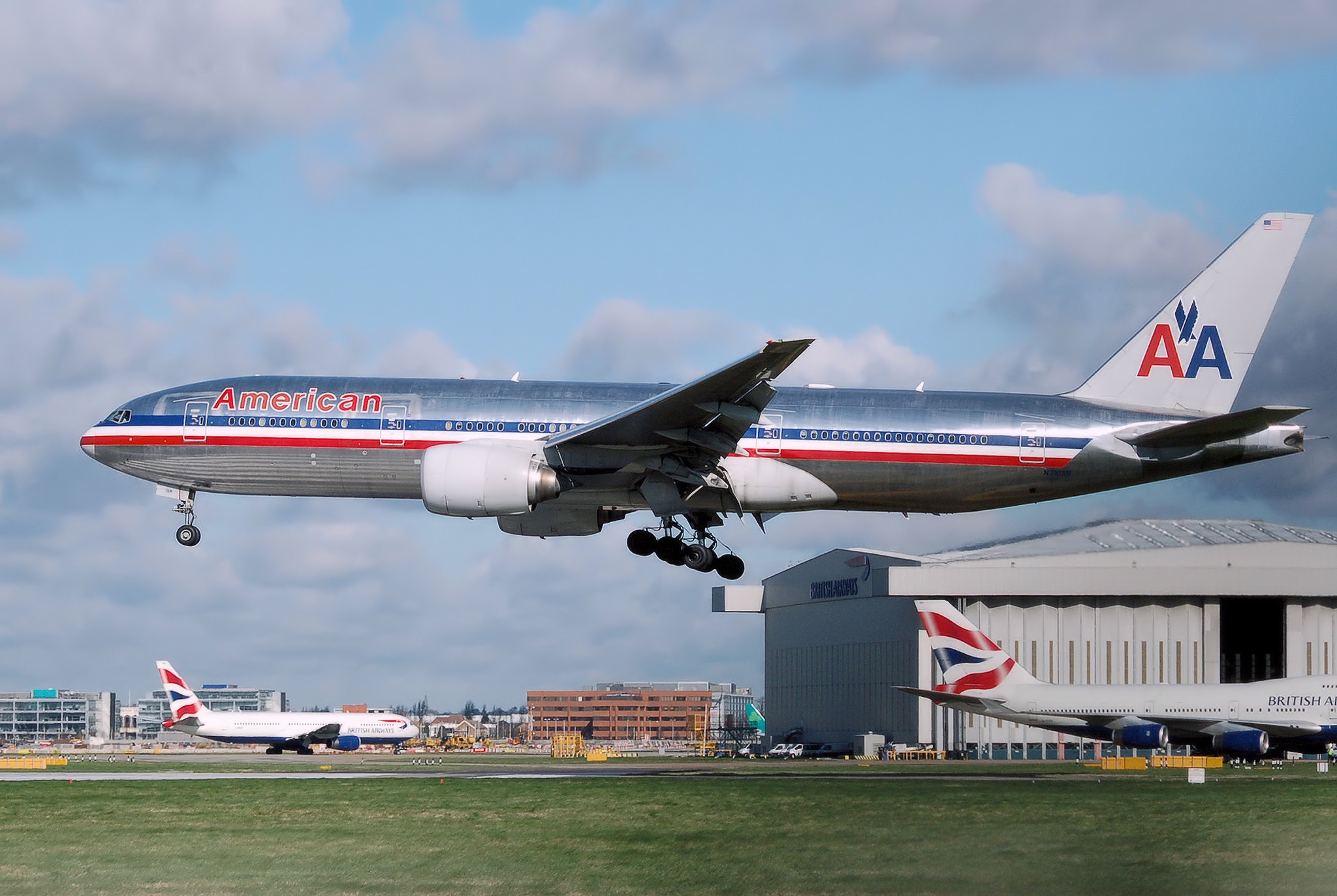
「ポリッシュド・スキン」のアメリカン航空のボーイング777